# Trận Smolensk (1941)
Trận Smolensk là một trận đánh lớn trong Chiến tranh Xô-Đức thuộc khuôn khổ chiến dịch Barbarossa năm 1941. Đây là một tổ hợp các trận đánh phòng thủ kết hợp với các hoạt động phản kích của quân đội Liên Xô chống lại Cụm tập đoàn quân Trung tâm và một phần Cụm tập đoàn quân Bắc của quân đội Đức Quốc xã đang tấn công theo hướng trực chỉ Moskva theo Kế hoạch Barbarossa. Trong vòng hai tháng (từ 10 tháng 7 - 10 tháng 9 năm 1941), cuộc chiến ác liệt tiếp tục diễn ra trên một vùng lãnh thổ rộng lớn ở phía Đông quân khu Belarussia và phía tây quân khu Moskva với mặt trận trải dài kéo từ 600 đến 650 km trên tuyến từ Idritsa - Velikiye Luki ở phía bắc tới Lgov - Novgorod-Seversky ở phía nam; có chiều sâu lên đến 200–250 km từ Polotsk, Vitebsk và Zlobin ở phía tây đến Andreapol, Yartsevo, Yelnya và Trubchevsky ở phía đông.
Chiến dịch được phát động bởi các đòn tấn công của Tập đoàn quân xe tăng 2 do tướng Heinz Guderian chỉ huy và Tập đoàn quân xe tăng 3 do tướng Hermann Hoth chỉ huy thuộc Cụm Tập đoàn quân Trung tâm của quân đội Đức Quốc xã. Cuộc tấn công bao gồm hai đòn công kích vu hồi liên tiếp trên khu vực từ Vitebsk-Orsha đến Smolensk nhằm bao vây tiêu diệt một phần binh lực của bốn phương diện quân Liên Xô. Phòng thủ tại tuyến này bao gồm Phương diện quân phía Tây do nguyên soái Semyon Timoshenko chỉ huy, Phương diện quân Dự bị do đại tướng Georgi Zhukov chỉ huy, Phương diện quân Trung tâm do thượng tướng Fyodor Kuznetsov chỉ huy và Phương diện quân Bryansk do trung tướng Andrei Yeremenko chỉ huy.
Mặc dù một phần Tập đoàn quân 16, Tập đoàn quân 19 và Tập đoàn quân 20 (Liên Xô) bị bao vây và tiêu diệt hoặc bị bắt làm tù binh ở phía Nam Smolensk nhưng một phần lớn lực lượng của các tập đoàn quân 16 và 19 đã rút lui an toàn. Việc "để sổng" một lực lượng lớn quân đội Liên Xô như vậy đã khiến Hitler quyết định từ bỏ chiến thuật bao vây tiêu diệt các lực lượng Hồng quân, thay vào đó quân Đức tập trung vào mục tiêu tấn công các khu vực giàu tiềm năng kinh tế của Liên Xô như các vùng nông nghiệp trù phú ở đồng bằng ven các con sông Đông, Dniepr, Volga; các khu công nghiệp Voronezh, Kharkov, Zaporozhe, Poltava, Krasnohrad, Nikolaev, Krivoi Rog...; nhằm phá hoại nền kinh tế của Liên Xô, hy vọng bằng cách đó làm cho họ suy kiệt và đi đến chỗ sụp đổ.

## Bối cảnh
Khu vực Smolensk và vùng phụ cận (thường được gọi là vùng đất cao Smolensk) có một vị trí quan trọng về địa quân sự. Là trung tâm của vùng đất cao Trung Nga, tỉnh Smolensk là nơi bắt nguồn của nhiều con sông lớn ở nước Nga. Địa hình khu vực phía Nam Smolensk bị chia cắt bởi các con sông nhỏ và không sâu nên không quá khó khăn để vượt qua. Nằm cách Moskva 378 km về phía Tây Tây Nam trên thượng nguồn sông Dnepr, Smolensk là đầu mối giao thông quan trọng nối Moskva với các vùng Pribaltic, Belorussia và xa hơn nữa, đến Ba Lan và Trung Âu. Trong lịch sử, địa bàn tỉnh Smolensk đã từng nơi tranh chấp của các thế lực lãnh chúa và là nơi diễn ra nhiều trận đánh quan trọng. Với chiều dài 255 km từ Bắc xuống Nam và chiều rộng 285 km từ Đông sang Tây, Smolensk là cửa ngõ phía Tây của Moskva, án ngữ một trong các con đường giao thông lớn và quan trọng nhất của Liên Xô từ Brest qua Minsk, Orsha đến Moskva. Đối với quân đội Liên Xô, giữ được Smolensk cũng có nghĩa là thực hiện được chiến lược phòng thủ từ xa với Moskva. Đối với quân đội Đức Quốc xã, chiếm được Smolensk cũng có nghĩa là mở được "khóa cổng" để tiếp cận Moskva.
Sau thất bại của các lực lượng chính thuộc Phương diện quân miền Tây của Liên Xô trong trận Białystok-Minsk, các lực lượng cơ động của Tập đoàn quân Trung tâm đã tiến đến sông Dvina Tây gần Vitebsk (Tập đoàn quân xe tăng 3) và Orsha, Mogilev (Tập đoàn quân xe tăng 2). Về phía Liên Xô, bộ phận bị bao vây của Phương diện quân miền Tây (Liên Xô) gồm các tập đoàn quân 4 và 13 đã bị suy yếu khi rút khỏi khu vực biên giới đã được đưa về phía sau để tổ chức lại và tái trang bị. Ngày 2 tháng 7, các lực lượng này được điều động phối thuộc trở lại Phương diện quân Tây trên tuyến phòng thủ chiến lược thứ hai. Từ ngày 2 tháng 7, Nguyên soái S. K. Timoshenko được chỉ định làm Tư lệnh Phương diện quân Tây thay đại tướng D. G. Pavlov đã bị bắt. Trung tướng A. I. Yeryomenko được cử làm phó tư lệnh.
Cho đến ngày 3 tháng 7 năm 1941, trong khi Stalin đọc "Lời kêu gọi toàn dân tiến hành Cuộc chiến tranh vệ quốc vĩ đại chống lại quân phát xít xâm lược" trên Đài phát thanh Moskva thì các quân đoàn xe tăng Đức đã vượt xa bộ binh và tiếp tục cuộc tấn công của họ về phía đông. Quân đội Liên Xô vẫn chưa thể triển khai đầy đủ một tuyến phòng thủ liên tục và có chiều sâu. Một số binh đoàn đã được điều đến tăng cường cho các khu vực Polotsk và Sebezh, đồng thời tăng cường cho tập đoàn quân 22 bảo vệ các đầu cầu tại sông Desna. Theo kế hoạch, Tập đoàn quân 20 tổ chức phản công tại Lepel. Tập đoàn quân 21 tấn công vượt sông Desna tại Bykhov và Rogachev. Trong quá trình phản công ở Lepel, các quân đoàn 5 và 7 của quân đội Liên Xô đã bị tổn thất nghiêm trọng, đặc biệt là về xe tăng. Kết quả là trước trận Smolensk, tại các bàn đạp Idritsa và vùng phía nam của Zhlobin, các tập đoàn quân 37 và 48 bị quân Đức áp đảo về ưu thế binh lực mặc dù có tập đoàn quân 24 bố trí ngay phía sau. Các đơn vị tuyến đầu của mặt trận đã không được chuẩn bị sẵn sàng về phương tiện kỹ thuật và không có sự ổn định cần thiết để ngăn chặn cuộc tấn công của quân Đức.
Các lực lượng thiết giáp Đức đã tạm dừng chân tại mặt trận trong suốt một tuần và trong khi họ đang sắp sửa tung ra một đợt tấn công mới thì một trận mưa lớn bất chợt đổ ập xuống khu vực trận địa trong đầu tháng Bảy. Điều này khiến cho đường sá trở nên lầy lội và gây nhiều trở ngại lớn trong việc hành tiến: các đơn vị quân Đức ở tiền tuyến đã mất đến hàng tiếng đồng hồ nhưng vẫn không sao bò lết nổi trên những con đường lầy lội ấy. Đây là một trong những nguyên nhân làm cho tuyến mặt trận của quân đội Liên Xô tạm thời được ổn định. Nhiều cầu cống bị phá hủy, và - lần đầu tiên - quân đội Liên Xô đã chôn mìn dày đặc trên trận địa để chặn bước tiến quân Đức. Các bãi mìn và vật cản chống tăng được bố trí dày đặc nhất tại tuyến đường từ Farinovo đi Polotsk, khu tam giác phòng thủ Dzisna-Dyornovichi-Borovukha (Navapolatsk), cụm phòng thủ Obol (Obal) trên bờ đông sống Dvina Tây, tuyến đường từ Borisov qua Tolochin đi Orsha, tuyến đường từ Mogilev, Rogachev đi Smolensk, từ Orsha qua Gusino đi Smolensk và cuối cùng là phía tây khu phòng thủ Smolensk. Các chướng ngại này đã làm cho quân Đức bị thu hẹp chính diện hành quân và mất thêm thời gian chờ công binh gỡ mìn và dọn vật cản. Những chậm trễ trong hành tiến của quân Đức đã tạo cơ hội cho quân đội Liên Xô chuẩn bị cho một trận phản công quy mô lớn.

## Mục tiêu kế hoạch tác chiến của các bên

### Quân đội Đức Quốc xã

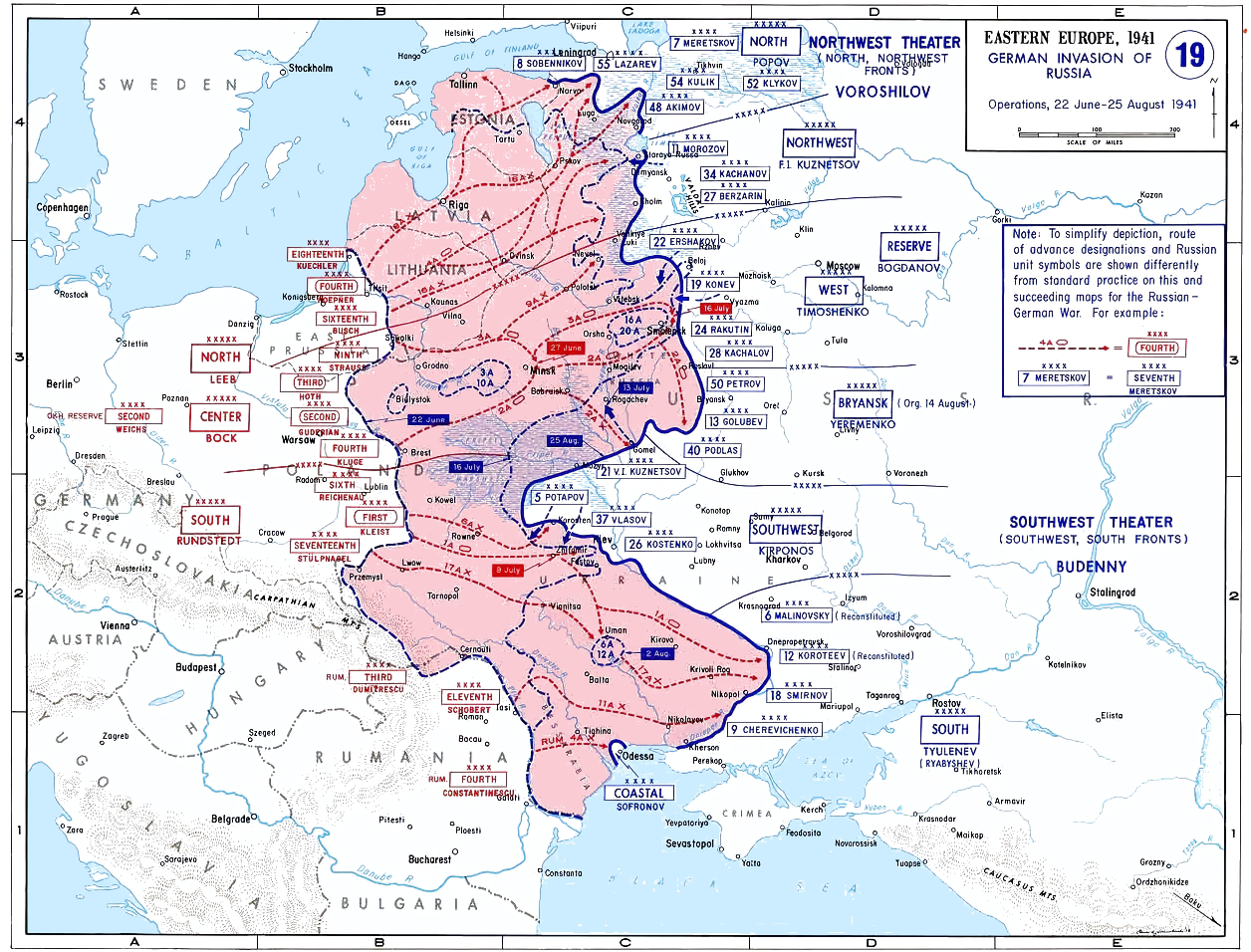
Mặt trận Xô-Đức giai đoạn từ tháng 6 đến tháng 8 năm 1941

Mục đích tối hậu của Cụm Tập đoàn quân Trung tâm của phát xít Đức chính là thành phố Smolensk, chiếm được thành phố này là nắm giữ "chiếc chìa khoá" tiến tới thủ đô Moskva. Trong đợt tấn công mới vào khu vực phụ cận Moskva, quân Đức kỳ vọng rằng họ sẽ giành được những thắng lợi quyết định. Họ dự định sẽ cắt các lực lượng phòng thủ của Hồng quân thành 3 phần tại Polotsk-Nevel, Smolensk, Mogilev, bao vây tiêu diệt các khối quân này. Điều đó sẽ tạo tiền đề rất thuận lợi cho đợt tấn công sắp tới vào thủ đô Moskva.
Việc bao vây cánh phải của quân đội Liên Xô tại Polotsk-Nevel (Tập đoàn quân 22) sẽ do các lực lượng liên hợp của Cụm Tập đoàn quân Bắc và Trung tâm đảm nhiệm. Đòn tấn công của lực lượng chính của tập đoàn quân số 4 Đức sẽ nhằm vào các lực lượng chủ yếu của Phương diện quân Tây (Liên Xô) tại Smolensk (Các tập đoàn quân 20, 19 và 16) và Mogilev (tập đoàn quân 13).
Quân Đức đã quyết định tấn công bằng các đơn vị thiết giáp cơ động mà không cần đợi sự có mặt của các sư đoàn bộ binh, và đây là một điều bất ngờ đối với quân đội Liên Xô. Trong nhật ký của mình vào ngày 12 tháng Bảy, Franz Halder đã viết:
| “                 | Sau khi bắt giữ một phần lực lượng thuộc tập đoàn quân 13 của địch. Căn cứ vào lời khai của tù binh và tài liệu thu giữ được, có thể thấy rằng cuộc tấn công của chúng tôi trên tuyến sông Dniepr là hoàn toàn bất ngờ đối với kẻ thù… | ” |
| — Franz Halder, ) | |   |

Mặc dù không nắm được kế hoạch và ý đồ phòng thủ của Liên Xô nhưng các chỉ huy quân đội Đức đã cố gắng nghiên cứu cuộc tấn công trên hướng Lepel và các sự kiện tiếp theo để phát hiện ra việc tập trung các tập đoàn quân chủ lực của Phương diện quân Tây đang hoạt động trên tuyến phòng thủ thứ hai.

### Quân đội Liên Xô
Đối diện với quân Đức dọc theo sông Dnepr và sông Tây Dvina là hai tuyến phòng thủ của Quân đội Liên Xô, (được phương Tây quen gọi là phòng tuyến Stalin). Các lực lượng phòng thủ tuyến đầu gồm Tập đoàn quân 13 của Phương diện quân phía Tây và các Tập đoàn quân 20, 21 21 được điều động từ lực lượng dự bị thuộc Bộ Tổng tư lệnh tối cao (STAVKA). Lực lượng tuyến hai gồm Tập đoàn quân 19 đóng tại Vitebsk và Tập đoàn quân 16 đóng ở Smolensk. Về phía Đức, mối đe dọa từ Tập đoàn quân xe tăng 3 ở phía Bắc gây cho Bộ Tư lệnh phương diện quân Tây (Liên Xô) nhiều mối lo ngại nhất.
Do không có ưu thế hơn quân đội Đức Quốc xã về binh lực và phương tiện, đặc biệt là máy bay và xe tăng nên ý đồ tác chiến bao trùm của Bộ Tổng tư lệnh tối cao Quân đội Liên Xô là phòng ngự chiến lược với các biện pháp như sau:
1. Kìm giữ thật lâu chủ lực của đối phương trên các tuyến phòng thủ theo hình bậc thang nhằm tranh thủ được nhiều thời gian nhất để đưa các lực lượng từ tuyến sau tới và thành lập các đội dự bị mới, điều động và triển khai các lực lượng này trên những hướng quan trọng nhất.
2. Gây cho đối phương những thiệt hại lớn nhất có thể, làm cho đối phương mệt mỏi, hao hụt, dần dần mất đi sức mạnh đột kích nhằm tiến tới cân bằng so sánh lực lượng.
3. Đảm bảo thực hiện các biện pháp sơ tán thường dân và di chuyển các mục tiêu công nghiệp vào sâu trong nội địa đất nước, tranh thủ thời gian chuyển hướng nền công nghiệp sang phục vụ tối đa cho các nhu cầu chiến tranh.
4. Tích lũy tối đa binh lực, vũ khí và phương tiện để chuyển sang phản công khi có thời cơ.

## Binh lực hai bên
Là một trong các trận đánh có tầm quan trọng đặc biệt trên cửa ngõ từ xa vào Moskva, do đó quân đội Đức và quân đội Liên Xô đã tung vào trận một khối lượng binh lực rất lớn.

### Quân đội Đức Quốc xã
Ngoài các tập đoàn quân đã tham chiến từ đầu chiến tranh, Cụm tập đoàn quân Trung tâm được phối thuộc tập đoàn quân xe tăng 4 từ Cụm tập đoàn quân Bắc. Vào thời điểm khai trận, cụm quân này gồm 3 tập đoàn quân xe tăng mạnh nhất của quân đội Đức Quốc xã:
1. Tập đoàn quân xe tăng 4 do tướng Erich Hoepner chỉ huy.
2. Tập đoàn quân xe tăng 3 do tướng Hermann Hoth chỉ huy, trong biên chế có:
- Quân đoàn xung kích 23 do tướng Alfred Schubert chỉ huy gồm các sư đoàn 86, 110 và 206.
- Quân đoàn xe tăng 39 do tướng Rudolf Schmidt chỉ huy  gồm các sư đoàn xe tăng 7, 12, 20 và các sư đoàn cơ giới 18, 21.
- Quân đoàn cơ giới 57 do tướng Adolf-Friedrich Kuntzen chỉ huy gồm sư đoàn xe tăng 19 và sư đoàn cơ giới 14.

3.Tập đoàn quân xe tăng 2 do tướng Heinz Guderian chỉ huy, trong biên chế có:
- Quân đoàn xe tăng 24 do tướng Leo Geyr von Schweppenburg chỉ huy gồm các sư đoàn xe tăng 3, 4, sư đoàn cơ giới 10 và sư đoàn kỵ binh 1.
- Quân đoàn xe tăng 46 do tướng Heinrich Gottfried von Vietinghoff chỉ huy gồm sư đoàn xe tăng 10, các sư đoàn cơ giới SS "Đế chế" và "Đại Đức".
- Quân đoàn xe tăng 47 do tướng Joachim Hermann August Lemelsen chỉ huy gồm các sư đoàn xe tăng 17, 18 và sư đoàn cơ giới 29.

Đến giai đoạn 2 của chiến dịch, mới có thêm các tập đoàn quân dã chiến gồm bộ binh và kỵ binh cơ giới tham gia:
1. Tập đoàn quân dã chiến 9 do tướng Adolf Strauß chỉ huy, trong biên chế có:
- Quân đoàn bộ binh 5 do tướng Richard Ruoff chỉ huy gồm các sư đoàn bộ binh 5, 35 và 161
- Quân đoàn bộ binh 6 do tướng Otto-Wilhelm Förster chỉ huy gồm các sư đoàn bộ binh 6 và 26

2. Tập đoàn quân dã chiến 2 do tướng Maximilian von Weichs chỉ huy, trong biên chế có:
- Quân đoàn bộ binh 9 do tướng Hermann Geyer gồm các sư đoàn bộ binh 137, 263, 268 và 292.
- Quân đoàn bộ binh 7 do tướng Wilhelm Fahrmbacher chỉ huy gồm các sư đoàn bộ binh 7, 23 và 258.
- Quân đoàn bộ binh 12 do tướng Walter Schroth chỉ huy gồm các sư đoàn bộ binh 31 và 34.
- Quân đoàn bộ binh 53 do tướng Kurt Waeger chỉ huy gồm các sư đoàn bộ binh 255 và 267.
- Quân đoàn bộ binh 43 do tướng Gotthard Heinrici gồm các sư đoàn bộ binh 131 và 134.

Bảo vệ Bộ Tư lệnh Cụm tập đoàn quân Trung tâm có sư đoàn cảnh vệ 52 của tướng Lothar Rendulic 
Phía Đức đã huy động cho chiến dịch này toàn bộ không quân của Tập đoàn quân Trung tâm (Tập đoàn quân không quân 2 của tướng Albert Kesselring) và không đoàn 8 của tướng Richthofen.

### Quân đội Liên Xô
Trong giai đoạn đầu của chiến dịch, binh lực Phương diện quân Tây gồm có:
1. Tập đoàn quân 22 do trung tướng Philip Afanasievich Ershakov chỉ huy, trong biên chế có:
- Quân đoàn bộ binh 51 do thiếu tướng A. A. Markov chỉ huy gồm các sư đoàn 98, 112 và 170.
- Quân đoàn bộ binh 62 do thiếu tướng I. P. Karmanov chỉ huy gồm các sư đoàn 126, 174, 186.
- Các đơn vị từ quân đoàn dự bị 29 do thiếu tướng A. G. Samokhin chuyển giao gồm các sư đoàn bộ binh 48, 50, 179 và 214.

2. Tập đoàn quân 19 do trung tướng Ivan Stepanovich Koniev chỉ huy, trong biên chế có:
- Quân đoàn bộ binh 25 do thiếu tướng S. M. Chestokhvalov chỉ huy gồm các sư đoàn 127, 134 và 162.
- Quân đoàn bộ binh 34 do trung tướng P. A. Khmelnisky chỉ huy gồm các sư đoàn bộ binh 129 và 158.
- Quân đoàn cơ giới 23 do thiếu tướng M. A. Miasnikov chỉ huy gồm sư đoàn cơ giới 220 và sư đoàn bộ binh 38

3. Tập đoàn quân 20 do trung tướng Pavel Alekseyevich Kurochkin chỉ huy, trong biên chế có:
- Quân đoàn bộ binh 69 do thiếu tướng M. A. Mozhilevich chỉ huy gồm các sư đoàn bộ binh 153, 229, 233.
- Quân đoàn bộ binh 2 do thiếu tướng A. N. Ermakov chỉ huy gồm các sư đoàn bộ binh 100 và 161.
- Quân đoàn cơ giới 5 do thiếu tướng I. P. Aleksienko chỉ huy gồm các sư đoàn xe tăng 13 và 17.
- Quân đoàn cơ giới 7 do thiếu tướng V. I. Vinogradov chỉ huy gồm các sư đoàn xe tăng 14 và 17.
- Các đơn vị trực thuộc Bộ tư lệnh tập đoàn quân có các sư đoàn bộ binh 18, 73, 128 và 144, sư đoàn xe tăng 57 và sư đoàn cơ giới 1.

4. Tập đoàn quân 13 do trung tướng Fyodor Nikitich Remezov (từ ngày 15 tháng 7 là trung tướng Vasily Filippovich Gerasimenko) chỉ huy, trong biên chế có:
- Quân đoàn bộ binh 61 do tướng F. A. Bakunin chỉ huy gồm các sư đoàn bộ binh 53, 110 và 172.
- Quân đoàn bộ binh 45 do thiếu tướng E. Ya. Magon chỉ huy gồm các sư đoàn bộ binh 148 và 187.
- Quân đoàn cơ giới 20 do thiếu tướng N. D. Vedeniev chỉ huy gồm các sư đoàn xe tăng 26, 38 và sư đoàn cơ giới 210.
- Các đơn vị trực thuộc Bộ tư lệnh tập đoàn quân có các sư đoàn bộ binh 137 và 160.

5. Tập đoàn quân 21 do thượng tướng Fyodor Isidorovich Kuznetsov chỉ huy, trong biên chế có:
- Quân đoàn bộ binh 63 do trung tướng L. G. Petrovsky chỉ huy gồm các sư đoàn 61, 154 và 167.
- Quân đoàn bộ binh 66 do thiếu tướng F. D. Sudakov chỉ huy chỉ có một sư đoàn bộ binh 232.
- Quân đoàn bộ binh 67 do thiếu tướng F. F. Zhmachenko chỉ huy gồm các sư đoàn bộ binh 102, 132 và 151.
- Quân đoàn cơ giới 25 do thiếu tướng S. M. Krivoshein chỉ huy gồm các sư đoàn xe tăng 50, 55 và sư đoàn cơ giới 219
- Các đơn vị trực thuộc Bộ tư lệnh tập đoàn quân có các sư đoàn bộ binh 75 và 117

Trong giai đoạn sau của chiến dịch, Phương diện quân Tây được bổ sung thêm:
1. Tập đoàn quân 16 do trung tướng Mikhail Fiodorovich Lukin chỉ huy. Do quá nửa tập đoàn quân này được giữ lại Phương diện quân Tây Nam nên trong biên chế của nó chỉ có:
- Quân đoàn bộ binh 32 do thiếu tướng T. K. Kolomtsev chỉ huy gồm các sư đoàn bộ binh 46 và 152.
- Các đơn vị từ quân đoàn dự bị 44 do thiếu tướng B. A. Yushkevitsch chuyển giao.

2. Tập đoàn quân 4 do tướng Leonid Mikhailovich Sandalov chỉ huy, trong biên chế có:
- Quân đoàn bộ binh 26 do thiếu tướng Vasili Stepanovitsch Popov chỉ huy gồm các sư đoàn 6, 42, 55 và 143.
- Quân đoàn bộ binh 47 do thiếu tướng S. I. Povetkin chỉ huy gồm các sư đoàn 121 và 155.
- Quân đoàn đổ bộ đường không 4 do thiếu tướng A. S. Zhadov chỉ huy

Phía Liên Xô huy động toàn bộ lực lượng không quân của bốn mặt trận (Tây, Trung tâm, Bryansk và Dự bị) và tập đoàn 3 không quân ném bom tầm xa.

## Diễn biến chiến dịch

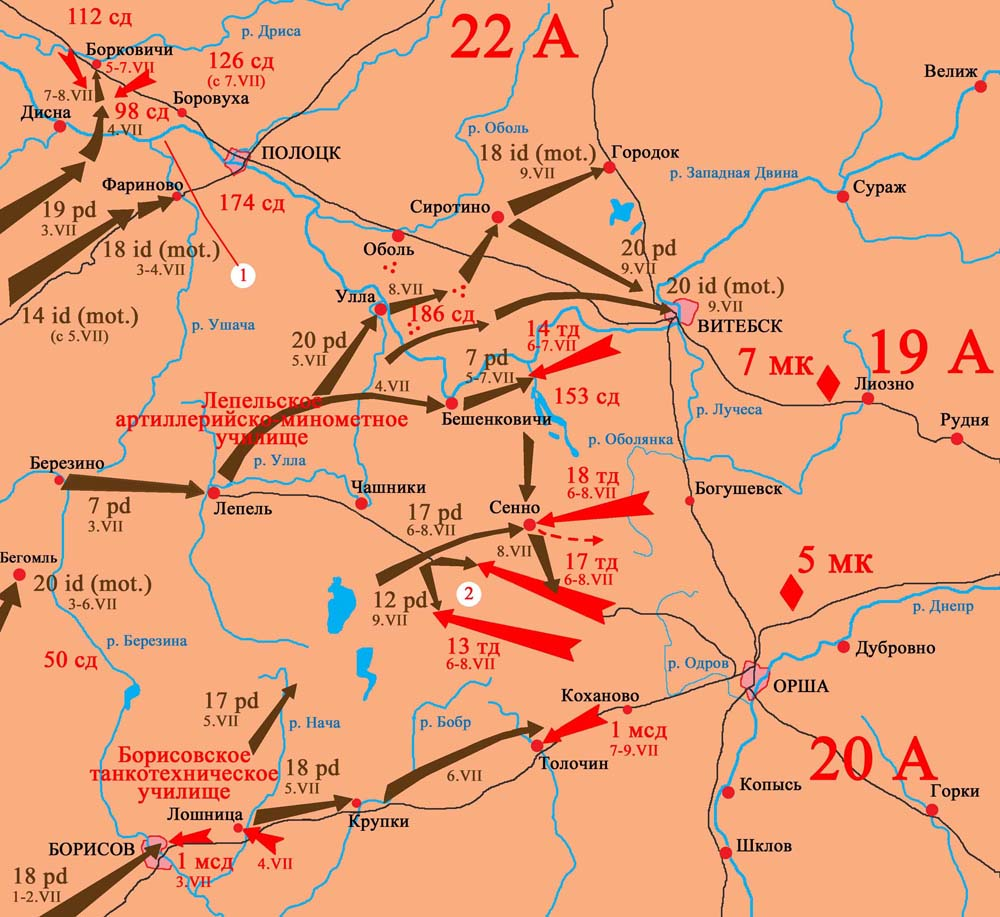
Diễn biến chiến sự tại khu vực Polotsk, Vitepsk, Orsha, Bobruisk

Đối với Quân đội Liên Xô, trận Smolensk (thực ra là một chiến dịch) kéo dài hơn 2 tháng và là thử thách rất lớn đối với quân đội Liên Xô. Mặc dù phải trả giá cực kỳ đắt nhưng chiến dịch đã đem lại nhiều bài học kinh nghiệm quý báu trong chỉ huy tác chiến đối với chiến dịch phòng ngự có quy mô cấp phương diện quân. Theo các nhà sử học quân sự Nga, chiến dịch chia thành nhiều giai đoạn và trận đánh dựa theo diễn biến chiến dịch của Hồng quân trên từng hướng nhằm ngăn chặn các đợt tấn công theo "chiến thuật gọng kìm" của quân đội Đức Quốc xã.
1. Cuộc phòng thủ Polotsk (2/7/1941 - 16/7/1941),
2. Trận phòng thủ Mogilev (5/7/1941 - 26/7/1941),
3. Trận phòng thủ Smolensk (10/7/1941 - 5/8/1941),
4. Trận phản công Bobruisk (13/7/1941 - 30/7/1941),
5. Trận phản công Dukhovshina (8/8/1941 - 10/9/1941)

- Chiến dịch phản công Yelnya (30/8/1941 - 15/9/1941)

1. Trận phản công Roslavl-Novozybkov (30/8/1941 - 12/9/1941)

### Cuộc phòng thủ Polotsk
Đây là trận chiến khởi đầu chiến dịch Smolensk, diễn ra tại thành phố nhỏ Polotsk, phía Tây Bắc nước Nga. Vào tháng 7 năm 1941, đây là một trong những cứ điểm phòng thủ quan trọng của Quân đội Liên Xô trên tuyến sông Tây Dvina, nơi tiếp giáp hiểm yếu giữa Phương diện quân Tây và Phương diện quân Tây Bắc của Liên Xô. Sau các trận đánh bao vây và loại khỏi vòng chiến đấu hai tập đoàn quân 10 và 11 của Liên Xô tại khu vực Białystok-Minsk, tập đoàn quân xe tăng 3 đã tiến đến tuyến sông Dvina. Ngày 1 tháng 7, lợi dụng khe hở ở Pastavy, các chi đội phái đi trước của tập đoàn quân này là quân đoàn cơ giới 57 gồm sư đoàn xe tăng 19, các sư đoàn cơ giới 14 và 18 đã nhanh chóng vượt hơn 100 km tiếp cận Polotsk từ các hướng Nam, Tây Nam và Tây Bắc. Để lấp lỗ hổng trên tuyến phòng ngự tại khu vực này, Bộ Tổng tư lệnh tối cao Quân đội Liên Xô điều tập đoàn quân 22 do trung tướng P. A. Ershakov chỉ huy với biên chế 6 sư đoàn bộ binh từ Quân khu Ural đến lập tuyến phòng thủ trên sông Dvina.
Ngày 3 tháng 7, sư đoàn xe tăng 19 (Đức) do tướng Otto von Knobelsdorff chỉ huy đã tiến hành các trận đánh trinh sát tại Dzisna trên bờ nam của sông Tây Dvina. Ngày hôm sau, với sự hỗ trợ của không quân, sư đoàn này đã chiếm được các đầu cầu vượt sông. Tuy nhiên, do thiếu phối hợp, sư đoàn cơ giới 18 (Đức) đã phải dừng lại trước khu phòng ngự Polotsk trên tuyến Vetrino - Farinovo do Sư đoàn bộ binh 174 (Liên Xô) do đại tá A. I. Zygin chỉ huy phòng thủ. Vấp phải sức kháng cự kịch liệt trong khu vực Polotsk, ngày 18 tháng 7, Bộ chỉ huy tập đoàn quân xe tăng 3 đã phải điều động sư đoàn cơ giới 14 từ Minsk lên tăng viện cho sư đoàn xe tăng 19 mở rộng bàn đạp tại Dzisna. Ngày 5 tháng 7, các sư đoàn 98 và 112 thuộc thuộc quân đoàn bộ binh 51 (Liên Xô) đã mở các trận phản kích nhằm chiếm lại khu vực đầu cầu Dzisna nhưng không thành công.
Cùng thời gian đó, trong suốt 10 ngày đầu tháng 7, Quân đoàn xung kích 23 và Quân đoàn xe tăng 39 (Đức) tiến về Vitebsk, liên tục công kích cánh trái của tập đoàn quân 22. Từ ngày 5 đến 7 tháng 7, các sư đoàn bộ binh 98, 112 và 126 (tập đoàn quân 22) liên tục tập kích đánh phá các bên vượt sông Tây Dvina của quân Đức tại khu vực Dzisna, Dyornovichi và Borovukha làm cho sư đoàn xe tăng 19 và sư đoàn cơ giới 14 (Đức) phải tạm thời chuyển sang phòng ngự. Ngày 8 tháng 7, mặc dù những nỗ lực liên tục của quân Đức để mở rộng đầu cầu tại khu vực Dzisna bị đẩy lùi, nhưng sư đoàn bộ binh 126 cũng bị thiệt hại nặng. Sư đoàn trưởng, thiếu tướng M. A. Kuznetsov tử trận, hai trung đoàn trưởng bị bắt. Cơ quan chỉ huy sư đoàn bị phá huỷ. Ngày 5 tháng 8, sư đoàn bộ binh 186 (thuộc tập đoàn quân 22) bị sư đoàn xe tăng 20 (Đức) vượt sông Dvina đánh bật khỏi Ulla làm cho các sư đoàn bộ binh 14 và 153 (cũng thuộc tập đoàn quân này) đang chặn đánh sư đoàn xe tăng 7 (Đức) tại hồ chứa nước phía Đông Beshenkovichi bị hở sườn phải. Ngày 8 tháng 7, tướng Paul Shmidth điều sư đoàn cơ giới 18 từ chính diện Polotsk sang cánh phải tăng viện cho quân đoàn 39 tập trung đánh Vitebsk. Phối hợp với sư đoàn cơ giới 20, nó đánh thiệt hại nặng sư đoàn bộ binh 186 (Liên Xô), liên tục đánh chiếm Sirocina (ngày 8 tháng 7) và Gorodok (ngày 9 tháng 7). Ngày 10 tháng 9, sư đoàn xe tăng 20 (Đức) đã có mặt ở cửa ngõ phía Bắc Vitebsk.
Tập đoàn quân 22 đã bị cắt làm đôi. Ba sư đoàn của tập đoàn quân 22 phòng ngự trên hướng Polotsk bị tách khỏi ba sư đoàn ở phía Nam. Tuy nhiên, các lực lượng chính của quân đoàn bộ binh 62 vẫn kiềm chế các hành động của quân Đức. Sư đoàn bộ binh 174 bị bao vây vẫn cố gắng giữ vững khu phòng thủ Polotsk, củng cố và cố gắng khôi phục lại tình hình trong khu vực đột phá của quân Đức tại Borovukha. Ngày 11 tháng 7, tập đoàn quân 22 (Liên Xô) vẫn tiếp tục chiến đấu kịch liệt chống lại các lực lượng đối phương có ưu thế vượt trội, củng cố hai bên sườn khu phòng thủ Sebezh và Polotsk. Tướng Andrei Ivanovich Yeryomenko (phó tư lệnh Phương diện quân Tây) vạch kế hoạch mới: Quân đoàn bộ binh 51 chuẩn bị một tuyến phòng thủ mới trong khi các lực lượng cơ bản của Quân đoàn bộ binh 62 giữ Polotsk và phối hợp với Tập đoàn quân 19 bịt cửa ngỏ đột phá của các sư đoàn xe tăng 7, 20 và sư đoàn cơ giới 18 (Đức) tại khu vực Ulla.
Để khép chặt sườn trái của Cụm tập đoàn quân Trung tâm và sườn phải của Cụm tập đoàn quân Bắc, Bộ Tổng tư lệnh quân đội Đức Quốc xã đã huy động thêm vào khu vực Polotsk-Nevel các quân đoàn 2 và 50 của tập đoàn quân 16 (Cụm tập đoàn quân Bắc) phối hợp với quân đoàn xung kích 23 (3 sư đoàn bộ binh), quân đoàn cơ giới 57 (sư đoàn xe tăng 19, sư đoàn cơ giới 14) và quân đoàn xe tăng 39 để tiêu diệt tập đoàn quân 22 Liên Xô. Ngày 12 tháng 7, sư đoàn xe tăng 19 và sư cơ giới 14 thuộc quân đoàn cơ giới 57 (Đức) tiếp tục công kích tập đoàn quân 22 (Liên Xô) tại khu vực Dzisna và phá vỡ được hàng rào phòng thủ tiền duyên. Phát triển tấn công ở phía đông bắc, sư đoàn xe tăng 19 đã chiếm được cơ sở hậu cần của tập đoàn quân và ngày hôm sau, tiếp tục uy hiếp Nevel. Nhưng tại tuyến phòng thủ thứ hai, sư đoàn 48 thuộc tập đoàn quân 22 đã chặn được bước tiến của sư đoàn cơ giới 18 (quân đoàn xe tăng 39). Tốc độ tấn công của sư đoàn cơ giới 18 bị chậm lại còn vì các lực lượng của quân đoàn bộ binh 62 (Liên Xô) đã triển khai phòng ngự phía sau Polotsk.
Ngày 15 tháng 7, sau khi tăng thêm áp lực tấn công trên toàn chính diện phòng thủ của tập đoàn quân 22 (Liên Xô), quân đoàn xung kích đã đánh chiếm phần phía Tây thành phố Polotsk. Đêm 16 tháng 7, quân đoàn này tiếp tục công kích phần còn lại của thành phố. Trước đó, quân đội Liên Xô đã phá hủy ba cây cầu trên sông Tây Dvina. Cùng ngày, sư đoàn xe tăng 19 phối hợp với sư đoàn xung kích 12 (cụm tập đoàn quân Bắc) tấn công Nevel.
Trên cánh phải, quân đoàn xung kích 23 phối hợp với quân đoàn bộ binh 6 Đức (thuộc tập đoàn quân 9) tiếp tục công kích các chốt phòng ngự của quân đội Liên Xô trên đường phố Polotsk. Trước nguy cơ đe dọa bị hợp vây tại Nevel, tập đoàn quân 22 phải rút các lực lượng cơ bản ra khỏi Polotsk về Velikiye Luki; nhưng một số đơn vị cản hậu vẫn tiếp tục chiến đấu đến ngày 19 tháng 7.
Tổng tham mưu trưởng quân đội Đức, tướng Franz Halder viết trong trang nhật ký ngày 16 tháng 7:
| “               | Sườn trái của Cụm tập đoàn quân Trung tâm đã từng bước phát triển tấn công tại khu vực Polotsk. Trong khu vực này và phía tây của Nevel hình thành một tuyến phòng thủ mới của kẻ thù. Tại Polotsk bắt đầu triển khai các đơn vị bộ binh đầu tiên và sẽ được triển khai đầy đủ phía sau cụm quân xe tăng của Hoth... | ” |
| — Franz Halder, | |   |

Cũng trong thời gian từ 2 tháng 7 đến 9 tháng 7, các đơn vị của tập đoàn quân xe tăng số 2 Đức vượt sông Berezina tiến đánh Hồng quân:
- Quân đoàn cơ giới 47 tấn công Orsha và một bộ phận hỗ trợ tấn công Vitebsk nhưng bị Hồng quân tung ra các quân đoàn cơ giới số 5 và số 7 chặn lại.
- Quân đoàn cơ giới 46 tấn công Mogilev nhưng bị các đơn vị của tập đoàn quân 13 Xô viết chặn lại.
- Quân đoàn cơ giới 24 tấn công tập đoàn quân 21 và đồng thời chiếm được Rogachep và Bykhov.

Sau những giao tranh đẫm máu, tập đoàn quân xe tăng số 2 của Đức đã chiếm được một số đầu cầu trên sông Dnepr và chuẩn bị lực lượng để tiến đánh Smolensk.

### Trận phòng ngự Mogilev

#### Chiến sự tại ngoại vi Mogilev

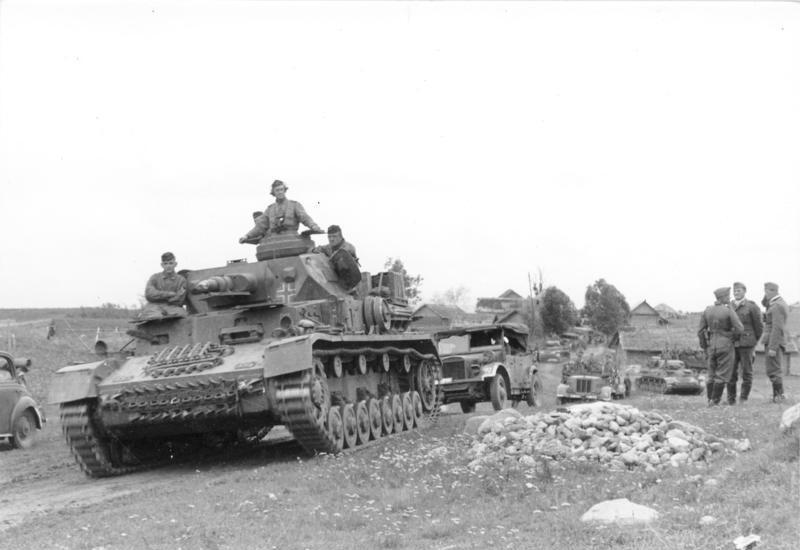
Xe tăng Đức tại Vitebsk, tháng 7 năm 1941

Diễn ra gần suốt tháng 7 năm 1941, trận phòng ngự tại khu vực Mogilev do quân đội Liên Xô thực hiện. Trận đánh này được coi là một trong hai trận đánh khởi đầu cho Chiến dịch Smolensk trên tuyến tiền đồn phòng thủ của Phương diện quân Tây (tái lập) nhằm ngăn chặn các đòn đột kích của các tập đoàn quân xe tăng Đức về hướng Moskva. Sau khi vượt qua tuyến phòng thủ mỏng yếu của tập đoàn quân 20 và quân đoàn đổ bộ đường không 4 (Liên Xô) trên các tuyến sông Berezina và Drut, quân đoàn cơ giới 46 thuộc tập đoàn quân xe tăng 2 do tướng Heinz Guderian đã nhanh chóng tiếp cận khu phòng thủ Mogilev. Đại bộ phận còn lại của tập đoàn quân này đã tiến đến tuyến sông Dnepr.
Ngày 5 tháng 7, quân đoàn bộ binh 61 do thiếu tướng F. A. Bakunin chỉ huy đã được điều động từ Orsha đến. Biên chế của nó có ba sư đoàn bộ binh: Sư đoàn 53 của đại tá I. Ya. Bartenev, sư đoàn bộ binh 110 của đại tá V. A. Khlevtsev và sư đoàn bộ binh 172 của tướng M. T. Romanov. Ngay trong quá trình điều quân, các đơn vị này đã lần lượt tham gia chiến đấu trong khu vực phòng thủ phía Tây Mogilev một cách độc lập trong hành tiến. Ngày 7 tháng 7, trong khi chỉ huy quân đoàn 45 rút lui khỏi khu vực Molodechno để hội quân với chủ lực tập đoàn quân 13, tư lệnh tập đoàn quân, trung tướng P. M. Filatov đã bị thương nặng và qua đời tại quân y viện Moskva ngày 14 tháng 7. Phó tư lệnh tập đoàn quân F. N. Remezov tạm quyền chỉ huy đơn vị.
Trong các ngày 10 và 11 tháng 7, lực lượng của tập đoàn quân xe tăng 2 (Đức) đã vượt sông Dnepr để triển khai tấn công Mogilev gồm có:
- Quân đoàn xe tăng 47 từ bàn đạp Kopys tiến công phía Nam Orsha và hướng về Smolensk.
- Quân đoàn xe tăng 46 tấn công từ bàn đạp Shklou.
- Quân đoàn xe tăng 24 đã vượt sông Dnepr ở phía Nam Mogilev và chiếm được một đầu cầu tại Starogo Bykhov (Bykhov) gần làng Borkolabowo. Ngày 11 tháng 7, đơn vị này tiếp tục mở rộng đầu cầu đã chiếm được và kiểm soát đường bộ Gomel - Mogilev. Các chi đội phái đi trước của nó đã tiến theo hướng Propoisk (???) - Mogilev.[9]

Mọi cố gắng để hất quân Đức ra khỏi các đầu cầu bên tả ngạn sông Dnepr đều không thành công. Nguyên nhân là do các đơn độc của quân đoàn cơ giới 20 (Liên Xô) ngày 11 tháng 7 tại khu vực Shklou đã không tập trung đủ lực lượng và thiếu sự phối hợp của bộ binh. Ngày 12 tháng 7, quân đoàn xe tăng 46 (Đức) tung ra một đòn tấn công từ bàn đạp Shklou về hướng Gorki. Do tập trung phòng thủ trên chính diện mà không bảo vệ hai bên sườn, sư đoàn bộ binh 53 (Liên Xô) đã bị bao vây và bị đánh tan. Mọi liên lạc với sở chỉ huy sư đoàn đều bị cắt đứt. Để bao vây Mogilev trên hướng bắc, tướng Gherder von Vittinhoff-Shiler, tư lệnh quân đoàn xe tăng 46 đã điều đến đây sư đoàn cơ giới SS "Đại Đức".
Cùng ngày, sư đoàn xe tăng 3 của tướng Otto Moritz Walter Model tìm cách phá vỡ tuyến phòng thủ vòng ngoài thành phố từ phía nam dọc theo xa lộ Mogilev - Bobruisk; nhưng sau 14 giờ công kích tại khu vực Buinichi, sư đoàn này đã bị đánh lui và bị đẩy lùi với tổn thất nặng trước trận địa phòng thủ của trung đoàn bộ binh 338, sư đoàn 172 do đại tá S. F. Kutepov chỉ huy với sự yểm hộ của pháo binh. Trên chiến trường, quân Đức bỏ lại 39 xác xe tăng và xe bọc thép. Trung đoàn 338 bị tổn thất rất lớn nhưng vẫn giữ được vị trí. Ngày 13 tháng 7, sư đoàn xe tăng 3 (Đức) mở lại cuộc tấn công vào sư đoàn bộ binh 172 nhưng vẫn bị chặn lại sau 10 giờ giao chiến.
Cùng ngày, sư đoàn xe tăng 4 thuộc quân đoàn xe tăng 24 đã phá vỡ tuyến phòng thủ của quân đội Liên Xô tại khu vực Starogo Bykhov và phát triển tấn công theo hướng Krichev. Ngày 14 tháng 7, các chi đội phái đi trước của sư đoàn xe tăng 3 (Đức) đã thay đổi chiến thuật, đánh vòng qua các cứ điểm phòng thủ ngoài thành phố và tiến đến Chavusy. Mogilev đã bị nửa hợp vây. Các sư đoàn xe tăng 3, 4 và sư đoàn cơ giới SS "Đại Đức" đã phong tỏa thành phố. Tập đoàn quân 13 của quân đội Liên Xô bị chia cắt. Sở chỉ huy tập đoàn quân nằm trong tầm súng bắn thẳng của quân Đức. Tư lệnh tập đoàn quân, trung tướng F. N. Remezov bị thương nặng và được di tản. Việc chỉ huy các đơn vị của tập đoàn quân không thực hiện được. Chỉ huy mới của tập đoàn quân 13 (Liên Xô), Trung tướng V. F. Gerasimenko mới nhậm chức ngày 15 tháng đã có những biện pháp kiên quyết để ổn định lại tình hình. Bằng biện pháp cưỡng bức, ông đã cho thu thập tất cả những sĩ quan và binh sĩ thuộc tập đoàn quân 4 bị tan rã sau các cuộc hội chiến biên giới thành các binh đội có tổ chức và bố trí phòng thủ dọc theo tuyến sông Pronya và do đó, chặn được đà tiến quân của xe tăng Đức. Từ ngày 13 tháng 7, các đòn công kích của quân Đức liên tục tăng lên do quân Đức đã chiếm được Bobruisk và điều các lực lượng bộ binh tăng cường tới vùng Mogilev. Các cuộc tấn công của thành phố lại tiếp tục do các đơn vị bộ binh của Cụm tập đoàn quân Trung tâm thay thế cho các lực lượng cơ giới đang bao vây thành phố.

#### Cuộc chiến trên đường phố Mogilev

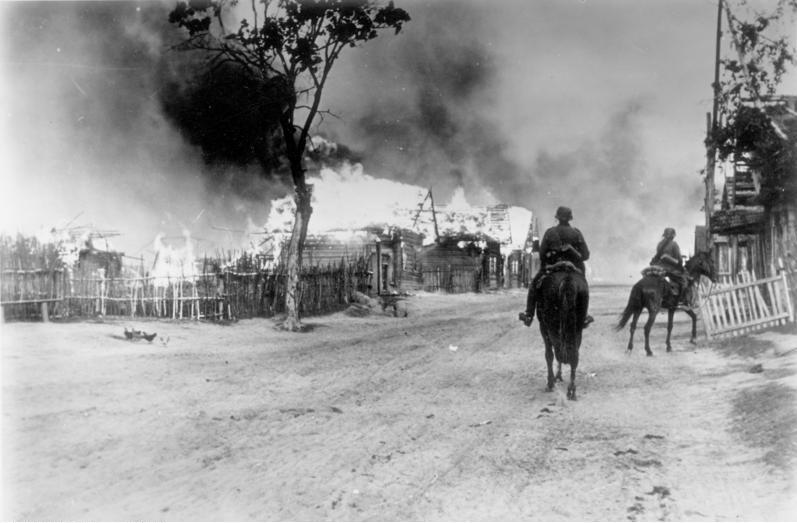
Kị binh quân đội Đức Quốc xã tiến vào ngoại vi Mogilev, tháng 7 năm 1941

Ngày 17 tháng 7, quân đoàn bộ binh 7 (Đức) của thiếu tướng pháo binh Veber Farmbarkher tiến vào Mogilev theo sau sư đoàn xe tăng 3. Ngày 23 tháng 7, sư đoàn bộ binh 7 của quân đoàn này đã tấn công các vị trí của quân đội Liên Xô dọc theo đường cao tốc Minsk-Bobruisk. Tại khu vực Mogilev sư đoàn bộ binh 15 và sư đoàn bộ binh 258 được chuyển từ Pháp đến đã tiếp cận khu vực phía nam nội đô Mogilev. Trong khi đó, các đơn vị xe tăng Đức như một "cái nêm" đã vượt qua Mogilev và tiến sâu hơn về phía đông. Sư đoàn cơ giới 10 là đơn vị đi đầu của quân đoàn xe tăng 46 đã vượt qua Pochinok và tiến đến Yelnya.
Tại khu vực của Mogilev, quân đoàn 61 và quân đoàn cơ giới 20 thuộc tập đoàn quân 13 đã hoàn toàn bị bao vây. Phương diện quân Tây tổ chức tiếp tế đạn dược cho các đơn vị này bằng đường không. Nhưng do không quân Đức đang chiếm ưu thế và khống chế không phận nên quân đội Liên Xô không thể cung cấp đầy đủ cho các đơn vị bị bao vây. Bộ Tổng tư lệnh quân đội Liên Xô gửi bức điện quan trọng, ra lệnh phải giữ bằng được Mogilev:
| “ | Gửi Gerasimenko: Hãy yêu cầu Bakunin phải giữ vững Mogilev như đã làm ở Madrid. | ” |

Ngày 20 tháng 7, sư đoàn bộ binh 187 đã vượt sang bờ đông sông Dnepr tại Borkolabowo và tấn công quân Đức theo đường cao tốc Mogilev-Gomel để phá vây về tuyến phòng thủ của Liên Xô nhưng đã bị quân Đức bịt cửa mở và chặn lại. Quân đội Đức Quốc xã tiếp tục vây ép quân đội Liên Xô. Ngày 23 tháng 7, các cuộc chiến đấu trên đường phố bắt đầu. Quân Đức đã chiếm nhà ga đường sắt và sân bay Lupolovo, cắt đứt tuyến đường không cung cấp cho các đơn vị Liên Xô bị bao vây tại Mogilev. Liên lạc của quân đoàn 61 với Sư đoàn bộ binh 172 bị đứt hoàn toàn. "Cái chảo" Mogilev đã bị cắt rời khỏi chủ lực Phương diện quân Tây. Từ ngày 21 đến 24 tháng 7, thượng tướng F. I. Kuznetsov tung ra một đòn phản kích của quân đoàn cơ giới 25 tại khu vực vòng cung Smolensk. Ngày 22 tháng 7, các đơn vị này đã tiến đến Bykhov và bắt liên lạc với cánh quân bị vây trong thành phố nhưng quân Đức đã sử dụng quân đoàn cơ giới 39 bịt được cửa mở và một lần nữa chặn đứng cuộc phản kích của quân đội Liên Xô.

#### Về việc Mogilev bị bỏ ngỏ
Ngày 24 tháng 7, tại Mogilev vẫn tiếp tục nổ ra các cuộc chiến đấu trên đường phố. Chỉ huy sư đoàn xe tăng 7 (Đức) đề nghị quân đội Liên Xô còn đang phòng thủ tại đây đầu hàng nhưng đã bị tướng Vladimir Farmbakher từ chối. Đêm 26 tháng 7, những đơn vị còn lại của quân đội Liên Xô rút qua một cây cầu trên sông Dnepr. Các chỉ huy các đội quân hỗn hợp bị bao vây đã họp tại ngôi làng Sukhari, cách Mogilev 26 km về phía đông. Tham dự cuộc họp có Tư lệnh Quân đoàn bộ binh 61, Thiếu tướng F. A. Bakunin; Tư lệnh quân đoàn cơ giới 20, thiếu tướng N. D. Vedeneyev; chỉ huy sư đoàn bộ binh 110, đại tá V. A. Khlevtsev; chỉ huy sư đoàn cơ giới 210, đại tá F. A. Parkhomenko và chỉ huy sư đoàn xe tăng 26, thiếu tướng V. T. Obukhov. Cuộc họp đã thảo luận về khả năng thu thập, tập hợp các lực lượng còn lại của quân đoàn để phá vây.
Họ đã vạch kế hoạch chia đội quân làm ba nhóm và rút lui theo hướng chung tới Mstislavl và Roslavl. Đi đầu mở đường là các lực lượng còn lại của quân đoàn cơ giới 20, rút sau cùng và có nhiệm vụ cản hậu là sư đoàn bộ binh 110. Vào lúc này, bên cánh trái Quân đoàn bộ binh 61 vẫn còn một trung đoàn thuộc sư đoàn bộ binh 161 và một số bộ phận khác của quân đoàn cơ giới 20 đã bị bao vây từ trước tại khu vực Orsha. Ngay trong đêm 26 tháng 7, những binh đội còn lại của quân đoàn bộ binh 61 chia làm ba nhóm và bắt đầu cuộc phá vây của họ theo hướng Chavusy. Chỉ huy các lực lượng cơ bản của sư đoàn bộ binh 172, thiếu tướng M. T. Romanov quyết định rời vòng vây quanh Mogilev theo một cách riêng. Họ đã quyết định phá vây về phía tây tại khu rừng gần làng Tishovka (trên đường cao tốc đi Bobruisk). Khoảng 2.400 sĩ quan và binh sĩ còn lại của sư đoàn bộ binh 172 bắt đầu thoát ra khỏi vòng vây.
Ngày 27 tháng 7, Bộ tư lệnh phương diện quân Tây (Liên Xô) lập tức có phản ứng với quyết định phá vây của các chỉ huy đội quân hợp nhất trong khu vực Mogilev đang bị bao vây. Bức điện từ Sở chỉ huy phương diện quân chỉ rõ:
| “ | Trên thực tế, quân đoàn bộ binh 61 được giao nhiệm vụ phòng thủ Mogilev có trong tay đến 5 sư đoàn bộ binh. Lực lượng này hoàn toàn đủ để kiềm chế cuộc tấn công của địch. Chúng tôi ra lệnh cho chỉ huy tập đoàn quân 13 phải giữ được thành phố bằng bất cứ giá nào. Bộ Tổng tư lệnh tối cao đã thành lập Phương diện quân Trung tâm do F. I. Kuznetsov chỉ huy và đã tiến hành ngay các cuộc công kích từ sườn trái của quân địch trên hướng Kachalov để có thể bịt chặt các cửa ngõ ra vào Dnepr. Tuy Bộ tư lệnh tập đoàn quân 13 có thể thông cảm cho sự dao động nhất thời của tư lệnh quân đoàn 61 Bakunin. Nhưng nếu đồng chí ấy cố tình bỏ Mogilev và rút lui về phía đông thì phải nói rõ rằng đó là một tội lỗi. | ” |

| “ | Trong tình hình hiện nay thì những diễn biến của mặt trận đang gây khó khăn cho đồng chí và thuận lợi cho kẻ địch. Tập đoàn quân xe tăng địch đã có thể rảnh tay để cơ động chống lại tập đoàn quân 13 và tập đoàn quân 21. Ngay khi nhận được tin tức về việc bỏ ngỏ Mogilev và các cuộc chiến đấu trên đường phố chiến đấu, Bộ tư lệnh đã liên tục có điện gửi cho các chỉ huy thuộc tập đoàn quân 13 yêu cầu dừng ngay việc triệt thoái khỏi Mogilev và phải giữ thành phố bằng bất kỳ giá nào. Tư lệnh quân đoàn Bakunin đã vi phạm nghiêm trọng kỷ luật quân đội, sẽ bị thay thế và giáng cấp xuống đại tá khi về đến Voizvodina và sẽ bị đưa ra tòa án binh xét xử vì tội đã không bảo vệ Mogilev đến cùng. | ” |

Vì đã để xảy ra việc bỏ ngỏ Mogilev mà không được phép của Đại bản doanh, tư lệnh tập đoàn quân 13, trung tướng V. F. Gerasimenko đã bị cách chức. Người thay thế là thiếu tướng K. D. Golubev. Sau hai ngày liên tục chiến đấu, mọi nỗ lực chỉ huy cuộc phá vây và rút lui có trật tự của quân đoàn bộ binh 61 đều không thành công. Thiếu tướng F. A. Bakunin phải chia các binh đội của mình thành từng nhóm nhỏ để rút về phía Đông trước khi phá hủy tất cả các thiết bị và phương tiện đã trở nên vô dụng. Bakunin rút khỏi vòng vây cùng với 140 người khác. Ngày 20 tháng 7, hơn 1.000 sĩ quan và binh sĩ thoát vây và phải bỏ lại tất cả các vũ khí nặng. Đại tá I. Ya. Bartenev đã thực hiện lệnh bắt giữ tư lệnh quân đoàn bộ binh 61 và chỉ huy sư đoàn bộ binh 53, đại tá N. G. Lazutin. Sau đó, sư đoàn 53 được tổ chức lại, tái trang bị và tiếp tục chiến đấu trong đội hình Phương diện quân Tây.
Sư đoàn bộ binh 110 bị thiệt hại nặng nề và gần như tan rã. Cơ quan chỉ huy sư đoàn bị giải thể vào tháng 9 năm 1941. Nguyên tư lệnh sư đoàn, đại tá V. A. Khlevtsev đã ở lại vùng tạm bị chiếm và tổ chức chiến tranh du kích. Sư đoàn bộ binh 178 cũng bị đánh tan, tư lệnh sư đoàn, thiếu tướng M. T. Romanov bị thương nặng, bị quân Đức bắt làm tù binh và đưa đi trại tập trung Flossenbürg. Thiếu tướng N. D. Vedeneyev, tư lệnh quân đoàn cơ giới 20 đã thoát khỏi vòng vây. Đến đầu tháng 8, sư đoàn cơ giới 210 của quân đoàn này do đại tá F. A. Parkhomenko chỉ huy cũng phá vây thành công và được thăng cấp thiếu tướng ngày 7 tháng 8. Ngoài ra, còn có sư đoàn xe tăng 26 cũng rút ra khỏi vòng vây cùng chỉ huy của nó là thiếu tướng V. T. Obukhov. Chỉ huy sư đoàn xe tăng 38, đại tá S. I. Kapustin bị bắt làm tù binh tại Roslavl ngày 29 tháng 9 năm 1941. Cả hai đơn vị thiết giáp này đã được giải thể trong tháng 9 năm 1941. Cái giá mà quân đội Đức phải trả để chiếm được Mogilev không nhỏ. Trong các trận đánh tại Mogilev và khu vực phụ cận từ ngày 5 đến 26 tháng 7, quân đội Đức đã mất khoảng gần 30.000 sĩ quan và binh lính.
Việc tập trung phản công cố giữ Mogilev của tập đoàn quân 13 đã gây hậu quả là tập đoàn quân này bị tiêu diệt và Smolensk bị hở sườn phía Nam tạo điều kiện cho 2 quân đoàn xe tăng 46 và 47 của Đức lọt vào được Smolensk.

### Trận phòng ngự Smolensk

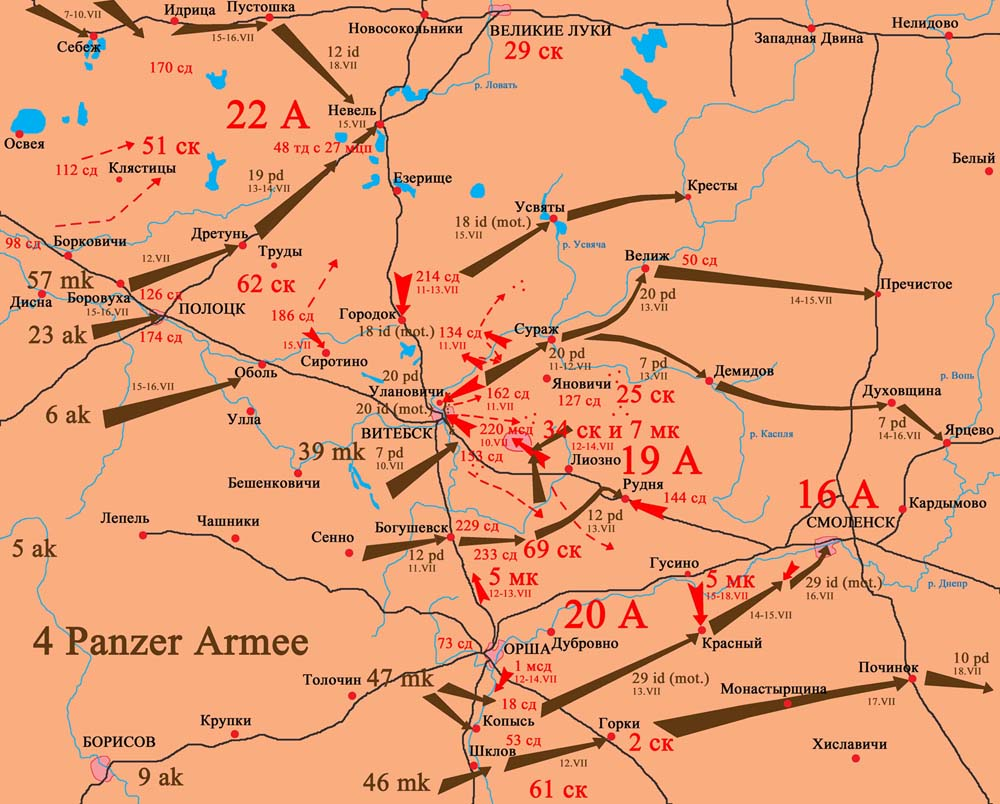
Diễn biến chiến sự tại khu vực Smolensk từ 10 đến 18-7-1941

Đây là trận đánh trên chiến trường chính và là trận đánh then chốt của toàn bộ chiến dịch. Sau thất bại của các lực lượng chủ yếu của Phương diện quân Tây (Liên Xô) tại "cái chảo" Bialystok- Minsk, quân đội Đức đã di chuyển theo con đường ngắn nhất đến tuyến sông Tây Dvina, Dnepr và chuẩn bị triển khai một đợt tấn công mới theo hướng Moskva. Tại đây, Phương diện quân Tây (tái lập) đang do Nguyên soái S. K. Timoshenko đang chiếm lĩnh trận địa phòng ngự. Trong một nỗ lực nhằm ngăn chặn đà tiến công của quân Đức tại khu vực trung tâm mặt trận Xô-Đức, ngày 6 tháng 7 năm 1941; Bộ tư lệnh phương diện quân Tây đã đưa các đơn vị của mình tấn công theo hướng Lepel. Tuy nhiên, các cuộc công kích bị chặn lại. Các lực lượng của Liên Xô bị thiệt hại nặng và rút lui vào vùng giữa Orsha và Vitebsk. Ngày 8 tháng 7, quân đoàn xe tăng 39 thuộc tập đoàn quân xe tăng 3 của tướng Hermann Hoth đã vượt sông Tây Dvina Tây và ngày 9 tháng 7, đã chiếm Vitebsk. Cùng thời gian đó, quân đoàn xe tăng 47 thuộc tập đoàn quân xe tăng 2 của tướng Heinz Guderian đã vượt qua sự kháng cự ác liệt của Sư đoàn cơ giới 1 - Moskva để tiến đến các công sự đầu cầu trong vùng phụ cận Orsha.
Quân Liên Xô của Mặt trận miền Tây không có thời gian để chuẩn bị các vị trí phòng thủ. Khu vực Liozno và Rudnya do tập đoàn quân 19 của trung tướng I. V. Koniev phòng thủ có nguy cơ bị công kích khi tập đoàn quân 20 của tướng P. A. Kurochkin đã để mất các vị trí phòng thủ dày đặc trong khu vực Vitebsk và Orsha. Tại khu vực Smolensk là tuyến phòng thủ bậc thang thứ hai của Mặt trận miền Tây với các lực lượng mỏng yếu của tập đoàn quân 16 do Trung tướng M. F. Lukin chỉ huy. Với cách bố trí như trên, tuyến phòng ngự bị kéo dài và thiếu chiều sâu. Do thiếu sức kéo nên pháo binh Liên Xô khó cơ động đến các hướng quan trọng để yểm hộ cho bộ binh. Ngoài ra, do bị thiệt hại nặng nề trong các cuộc hội chiến biên giới trong khi hậu phương chưa hể cung cấp đủ, các tập đoàn quân của Phương diện quân Tây rất thiếu xe tăng có sư đoàn xe tăng chỉ còn 15 đến 20 chiếc xe tăng cũ. Bộ tư lệnh Cụm tập đoàn quân Trung tâm (Đức) đã quyết định khởi động một cuộc tấn công mới tại khu vực trước Moskva chỉ bằng lực lượng xe tăng và cơ giới mà không phải chờ đợi cho các đơn vị bộ binh. Đây là một bất ngờ cho Bộ tư lệnh Phương diện quân Tây. Ý đồ chiến lược của cụm tập đoàn quân Trung tâm (Đức) là dùng các đòn đột kích của ba tập đoàn quân xe tăng phối hợp với bộ binh cơ giới và bộ binh xung kích chia cắt Phương diện quân Tây, bao vây các lực lượng cơ bản của quân đội Liên Xô tại Smolensk và vùng phụ cận để mở đường tiến đánh Moskva.

#### Quân đội Đức Quốc xã đột kích Smolensk

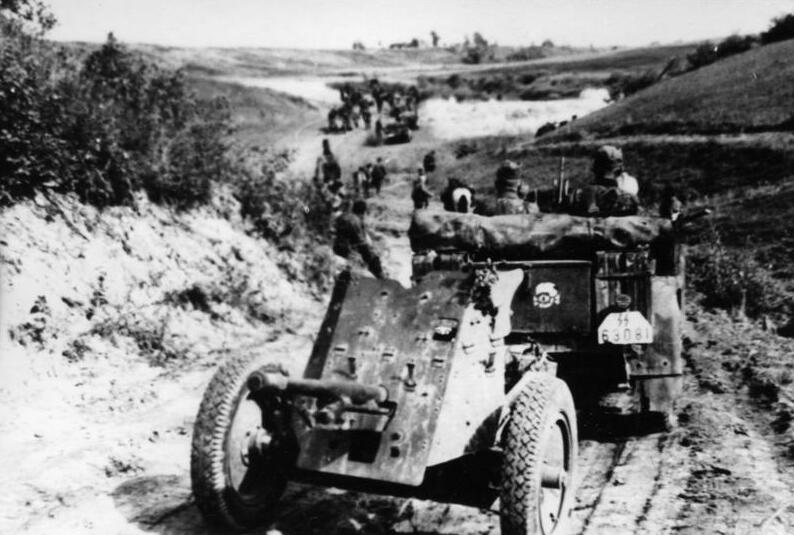
Pháo binh Đức cơ động đến vùng đất cao Smolensk, 1941

Ngày 11 tháng 7 năm 1941, lợi dụng tập đoàn quân 19 (Phương diện quân Tây - Liên Xô) đang tập trung chống giữ tại khu phòng thủ Vitebsk, quân đoàn xe tăng 39 (Tập đoàn quân xe tăng 3 - Đức) bắt đầu tấn công vào Demidov, Dukhovshchina và Smolensk. Ngày 13 tháng 7, quân đoàn này đã vượt qua Demidov, Velizh, Dukhovshina và chiến đấu tại Yartsevo. Ngày 15 tháng 7, xe tăng Đức đã cắt đứt con đường cao tốc Smolensk-Moskva. Tư lệnh tập đoàn quân xe tăng 3 (Đức), thượng tướng Hermann Hoth nhớ lại:
| “               | "Ngày 15 tháng 7, mọi việc trở nên sáng sủa khi các lực lượng của quân đoàn xe tăng 39 đã thành công lớn trong việc đánh chiếm con đường phía đông của Smolensk và hỗn chiến với một số đơn vị địch từ phía Bắc đang tiến về Smolensk. Bắt đầu từ 15 tháng 7, trên một số khu vực đã bắt đầu có những cuộc chạm súng với những toán quân lẻ của đối phương, những người vừa rút về sau cuộc phản kích vào tập đoàn quân xe tăng 2 ngày 14 tháng 7 gần Orsha. Ngày 15 tháng 7, trinh sát đường không báo cáo rằng trên xa lộ Orsha-Smolensk, giao thông đã bị tắc nghẽn. Có đến 4 hoặc 5 binh đoàn di chuyển theo hướng Smolensk. Dự kiến trước một lực lượng lớn đối phương sẽ tập kích, cần điều động sư đoàn xe tăng 7 ra trấn giữ đường cao tốc phía đông-bắc Smolensk. Trong các ngày 16 và 17 tháng 7, chúng tôi phải đẩy lùi tất cả các lực lượng của đối phương đang cố gắng phản đột kích từ phía đông bắc... | ” |
| — Hermann Hoth, | |   |

Cùng ngày 11 tháng 7, quân đoàn xe tăng 47 thuộc tập đoàn quân xe tăng 2 (Đức) đã vượt sông Dnepr tại Kopys và ngày 13 tháng 7 đã có mặt tại phía Tây Smolensk. Đơn vị tiên phong của quân đoàn này là sư đoàn cơ giới 29 đã chiếm khu vực Krasny. Tư lệnh tập đoàn quân 16 (Liên Xô), trung tướng Mikhail Fedorovich Lukin đã ra lệnh đưa tất cả pháo chống tăng và các phương tiện phòng hóa đến khu vực này. Tuy nhiên, sư đoàn cơ giới 29 (Đức) đã vượt qua sức kháng cự của cụm chống tăng của Trung tá P. I. Bunyashin gần Khokhlovo. Phó tư lệnh tập đoàn quân 16, thiếu tướng T. L. Vlasov tử trận. Sư đoàn cơ giới 29 (Đức) đã phá vỡ tuyến phòng thủ Smolensk và ngày 16 tháng 7 đã đột nhập vào thành phố từ phía tây. Cùng ngày, sư đoàn xe tăng 7 của quân đoàn xe tăng 39 phối hợp với quân đổ bộ đường không đã chiếm Yartsevo, phía đông Smolensk. Vì vậy, đến ngày 16 tháng 7, một phần các lực lượng của các tập đoàn quân 16, 19 và 20 (Liên Xô) đang hoạt động trong khu vực Smolensk đã rơi vào tình trạng bị nửa hợp vây. Liên lạc và tiếp tế cho cánh quân này chỉ có thể được duy trì qua khu rừng - đầm lầy phía nam Yartsevo tại Solovyevo trong khu vực phụ cận Smolensk.

#### Chiến sự tại Smolensk

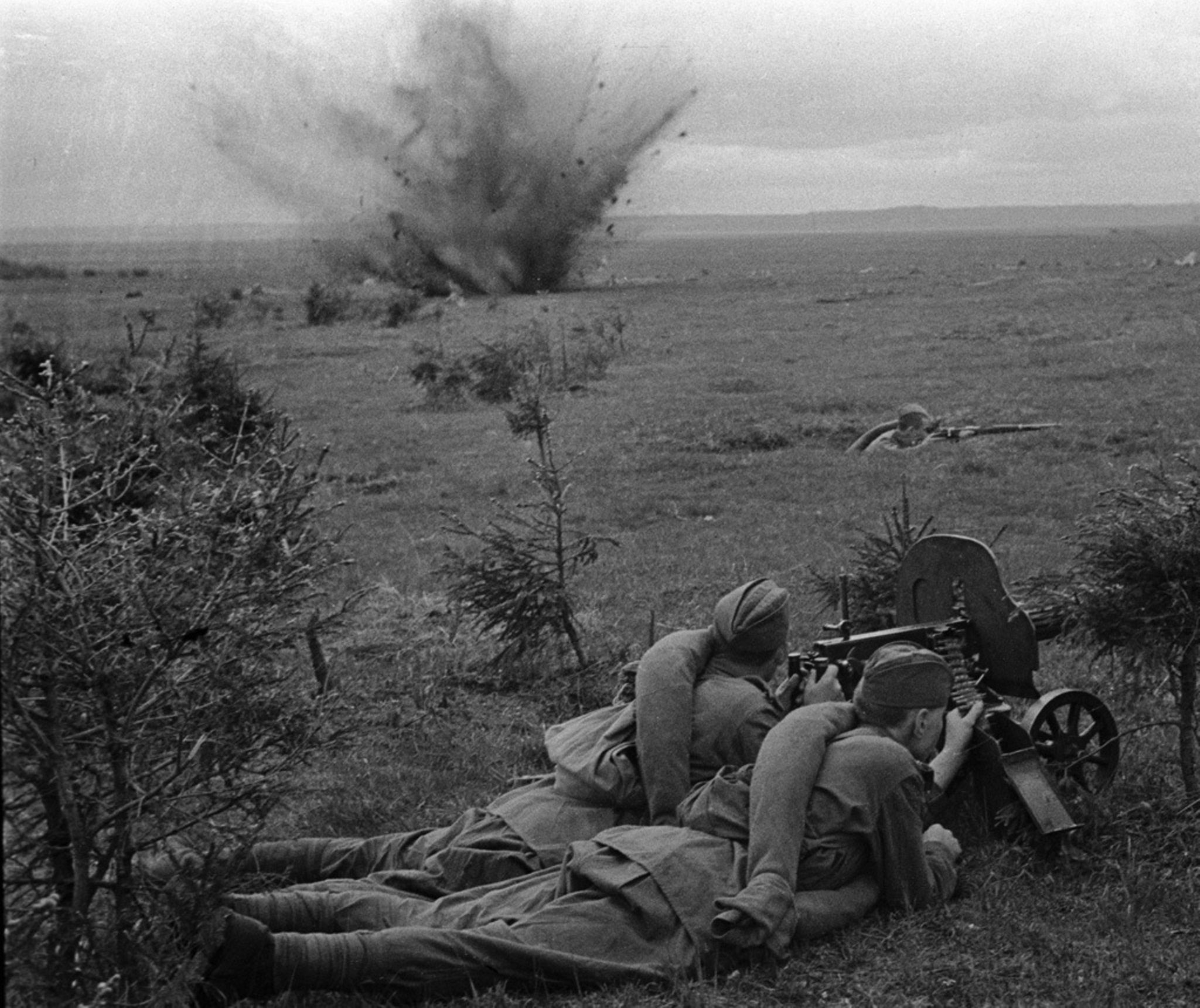
Hồng quân Liên Xô thuộc Tập đoàn quân 20 phòng thủ tại Dorogobuzh, Smolensk. Ngày 1 tháng 10 năm 1941. (Ảnh:RIA Novosti)

Ngày 14 tháng 7, Nguyên soái S. K. Timoshenko ra lệnh bịt kín mọi ngả đường vào thành phố và giao nhiệm vụ phòng thủ chính cho tập đoàn quân 16 của trung tướng M. F. Lukin. Tuy nhiên, đây là một tập đoàn quân thiếu do phải để lại 2/3 lực lượng ở hướng Tây Nam (xem Trận Kiev, 1941). Toàn bộ lực lượng hiện có của nó chỉ gồm 2 sư đoàn bộ binh 46 và 152 thuộc quân đoàn bộ binh 32. Cả hai đơn vị này đã cũng đã bị sứt mẻ trong cuộc chiến liên tục ở vùng ngoại ô thành phố với các lực lượng cơ giới Đức. Trong lúc đó, tập đoàn quân 19 phòng thủ ngoại vi Smolensk cũng bị cắt đứt liên lạc với các đơn vị của họ: sư đoàn bộ binh 129 của thiếu tướng A. Gorodnyansky và một bộ phận của sư đoàn bộ binh 38. Ngay sau đó, tập đoàn quân 16 được phối thuộc quân đoàn bộ binh 34 do trung tướng R. P. Khmelnitsky gồm hai sư đoàn bộ binh 127 và 158 và triển khai phòng thủ ở ngoại ô phía nam thành phố. Ngày 17 tháng 7, Bộ tư lệnh phương diện quân Tây giao cho Trung tướng A. I. Yeryomenko nhiệm vụ tổng chỉ huy các lực lượng phòng thủ trong khu vực Smolensk. Cuộc chiến đấu trong khu vực Smolensk đã trở nên có tổ chức. Ngày 19 tháng 7 năm 1941, Nguyên soái Timoshenko thông báo:
| “                   | Hội đồng Quốc phòng Nhà nước đặc biệt quan tâm chỉ đạo các đơn vị của Phương diện quân Tây với quyết tâm không thể rút lui. Việc rút quân khỏi Smolensk phải bị coi là đầu hàng và "dâng" Smolensk cho kẻ thù. Mọi thái độ hèn nhát đều bị Hội đồng Quốc phòng Nhà nước coi là một tội phạm và là sự phản bội. Hội đồng Quốc phòng đã ra lệnh dùng bàn tay sắt đối với những sự hèn nhát như vậy. Không nghi ngờ gì nữa, khẩu hiệu của Hồng quân là không thể để cho kẻ địch chiếm thành phố Smolensk trong bất kỳ trường hợp nào. | ” |
| — S. K. Timoshenko, | |   |

Ngày 17 tháng 7, chỉ huy trưởng khu phòng thủ Smolensk, đại tá P. F. Malysheva đã ra lệnh phá những cây cầu qua sông Dnepr. Những nỗ lực vượt sông Dnepr của sư đoàn cơ giới 29 (Đức) bị đẩy lùi. Chiến sự tiếp tục diễn biến ác liệt và phức tạp. Từ ngày 17 đến ngày 18 tháng 7, thành phố liên tục được chuyển từ tay quân đội Đức Quốc xã sang tay quân đội Liên Xô và ngược lại. Tuy nhiên, vào sáng ngày 19 tháng 7, quân Đức đã chiếm được phần lớn thành phố. Bộ tư lệnh Cụm tập đoàn quân Trung tâm (Đức) tiếp tục đưa những lực lượng mới đến khu vực Smolensk. Sư đoàn xe tăng 17 thuộc quân đoàn xe tăng 47 (tập đoàn quân xe tăng 2) được điều từ Orsha tới khu vực phía nam Smolensk (Tư lệnh sư đoàn này, tướng C. von Weber đã bị thương trong cuộc chiến đấu ở phía đông Orsha). Trước đó, quân đội Xô Viết trong thành phố Smolensk vẫn phải đối phó với áp lực không ngừng tăng lên của các sư đoàn bộ binh 5 và 35 của quân đoàn bộ binh 5, tập đoàn quân 9 (Đức) đang tiến dọc theo đường cao tốc Smolensk-Vitebsk. Từ ngày 17 đến ngày 20 tháng 7, các trận đánh ác liệt đã nổ ra tại Liozno và Rudnya.
Bộ Tổng tư lệnh tối cao Liên Xô vẫn không từ bỏ hy vọng giải cứu các lực lượng bị bao vây trong khu vực Smolensk. Ngày 16 tháng 7, quân đoàn bộ binh 9 thuộc tập đoàn quân dã chiến 2 từ Orsha được điều đến hướng Smolensk. Sư đoàn bộ binh thứ 268 của quân đoàn này sau khi tiến dọc theo đường cao tốc Minsk-Moskva cùng với các sư đoàn 35 và 137 đã tiếp cận khu vực Smolensk tại bờ nam sông Dnepr với sự hỗ trợ của sư đoàn cơ giới 29. Trong vòng 3-4 ngày các đơn vị này đã bị tổn thất đến 850 người. Ngày 17 tháng 7, Thiếu tướng K. K. Rokossovsky được triệu tập đến Sở chỉ huy Phương diện quân Tây. Ông được giao việc tổ chức phòng thủ và phản công tại khu vực Yartsevo. Để giúp K. K. Rokossovsky thực hiện mệnh lệnh, Bộ tư lệnh Phương diện quân Tây chuyển thuộc cho ông sư đoàn xe tăng 101 do đại tá G. M. Mikhailov chỉ huy và một phần của sư đoàn bộ binh 38 do đại tá M. G. Kirillov chỉ huy vốn đã bị mất liên lạc với sở chỉ huy tập đoàn quân 19. Trước đó, K. K. Rokossovsky cũng đã được giao chỉ huy cụm cơ giới hỗn hợp của đại tá Alexander Ilich Lizyukov trong đội hình quân đoàn cơ giới 7 đang bảo vệ bến vượt sông Solovyevo.
Từ ngày 18 đến ngày 20 tháng 7, cụm quân của K. K. Rokossovsky nhanh chóng tổ chức tiến công. Ngày 23 và 24, Phương diện quân Tây tổ chức cuộc chiến mở vây cho Smolensk diễn ra trên các hướng vào thành phố. Ngày 26 tháng 7, các sư đoàn xe tăng 7 và 20 thuộc quân đoàn xe tăng 39 và sư đoàn xe tăng 17 thuộc quân đoàn xe tăng 47 (Đức) bị đánh bật khỏi khu vực bến vượt Solovyevo qua sông Dnepr, phía Tây Yartsevo. Đêm 27 tháng 7, cụm quân của A. I. Lizyukov đã chiếm được bến phà và nối được liên lạc giữa cụm quân bị bao vây tại Smolensk với chủ lực Phương diện quân Tây. Cụm quân của Rokossovsky đã thành công trong việc kiềm chế các hoạt động phản kích của quân Đức.

#### Quân đội Liên Xô rút bỏ Smolensk
Đến cuối tháng 7 năm 1941, Tập đoàn quân Trung tâm điều động thêm quân đoàn bộ binh 8 (gồm các sư đoàn 8 và 28) từ lực lượng dự bị đến khu vực mặt trận. Trong khi đó, quân đội Liên Xô đã sử dụng hết các lực lượng dự bị được động viên trong mùa hè năm 1941 và chưa có quân tăng viện mới. Điều này cho phép quân đội Đức thu hẹp đáng kể khu vực quân đội Liên Xô bị vây trong cái chảo Smolensk. Ngày 28 tháng 7, quân Đức tấn công dữ dội vào cánh trái của cụm quân M. K. Lukin. Nguyên soái Liên Xô Timoshenko đã lập tức có phản ứng:
| “                   | Tình hình buổi sáng ngày 29 tháng 7 cho thấy các đồng chí đã không giữ đúng cam kết và không dám mạo hiểm chiếm giữ các trận địa phía trước. Việc không chấp hành mệnh lệnh tấn công càng không thể chấp nhận được với các cụm quân của Khomenko, Kalinin và Rokossovsky như họ đã nhìn nhận vấn đề này. Tình hình cho thấy vấn đề không phải là việc đi tìm các nguyên nhân mà là phải thực sự hành động để trận đánh thành công. Sự chậm trễ của các đồng chí đã làm cho đối phương có thời gian để đưa thêm lực lượng dự bị mới khá lớn đến mặt trận và làm đứt các tuyến phòng thủ của chúng ta. Tôi ra lệnh: Chấm dứt ngay những cuộc công kích vô ích của các tập đoàn quân 16 và 20 tại phía tây Smolensk. Rõ ràng là địch muốn đánh chiếm Smolensk và chúng ta sẽ kiên quyết giữ vững nó. Không được điều động một đơn vị nào nếu như không có lệnh của tôi. Các đồng chí Kurochkin và Lukin có trách nhiệm thi hành... | ” |
| — S. K. Timoshenko, | |   |

Bản báo cáo của Hội đồng quân sự phương diện quân Tây gửi Bộ Tổng tư lệnh tối cao ngày 31 tháng 7 phác họa những sự kiện như sau:
"1- Tập đoàn quân 20 và cụm quân của tập đoàn quân 16 đã công kích liên tục nhưng không đến được phía đông Smolensk. Ngày 29 tháng 7, những sự kiện sau đây đã diễn ra: tập đoàn quân 20 bị nửa hợp vây và liên tục bị tập kích bởi 6 sư đoàn bộ binh, 1 sư đoàn thiết giáp và nhiều máy bay của địch. Từ ngày 25 tháng 7, đối phương đã củng cố lại lực lượng tấn công bằng hai sư đoàn mới. Trong thời gian này, các tập đoàn quân 16 và 20 chịu những tổn thất rất lớn."
"Tập đoàn quân 20 sau khi thực hiện nhiều trận đột kích dữ dội đã phải rút lui về phía đông và đông bắc trước sức ép nặng nề của đối phương. Ngày 28 tháng 7, sư đoàn 73 thuộc tập đoàn quân 20 rút lui đã làm hở sườn của sư đoàn 152 thuộc tập đoàn quân 16 đang chiến đấu ở tuyến đầu phía Bắc Smolensk. Theo báo cáo ccủa M. F. Lukin, các sư đoàn 73 và 152 đã bị hỏa lực địch tấn công mạnh vào hai bên sườn và phía sau. Sư đoàn 152 đã phải rút về phía Đông Smolensk, sư đoàn 129 cũng rút lui về đông bắc Smolensk."
"2-Mệnh lệnh ngừng tiến công trên hướng Tây và phía trước đã bị Kurochkin hiểu thành mệnh lệnh rời bỏ Smolensk trong các đêm 28 và 29 tháng 7. Ngay lập tức, chúng tôi đã thu hồi mệnh lệnh của Kurochkin, đình chỉ việc rút các sư đoàn 152, 129 và khôi phục lại tình hình. Ngày 29 tháng 7, Phương diện quân đã ra lệnh cho Kurochkin phải bắt liên lạc và sử dụng lực lượng dự bị của tập đoàn quân 20 phối hợp với tập đoàn quân 16 để khôi phục lại tình hình ở Smolensk."
"3-Ngày 29 tháng 7, cuộc phản công được thực hiện bởi các sư đoàn 46, 73 và 152 đã không thành công. Các đơn vị bị tổn thất lớn và tối 30 tháng 7 đã phải rút về phía Đông Smolensk trên tuyến trên Sukhodol và Tokary.(???)"
"4-Lúc 3 giờ ngày 31 tháng 7, Kurochkin đã ra lệnh cho các lực lượng còn lại của các sư đoàn 152, 129 và 46 từ khu vực ngoại vi Sukhodol, Tokary (???) cơ động tấn công theo hướng Smolensk."
Ngày 28 tháng 7, cụm quân của Rokossovsky sau khi đẩy lùi tất cả các cuộc tấn công của quân Đức đã có thể tiếp tục các cuộc tấn công và chiếm Yartsevo. Vào đầu tháng 8, cụm quân bị vây của quân đội Liên Xô tại Smolensk với sự chi viện của Rokossovskogo đã khôi phục lại quyền kiểm soát các bến vượt sống Dnepr tại Solovyov, Ratchino (???) và các vùng lân cận. Ngày 4 tháng 8, những lực lượng còn lại của các tập đoàn quân 16 và 20 đã vượt sông Dnepr về với chủ lực Phương diện quân Tây. Chiến dịch phòng thủ Smolensk kết thúc.

### Trận phản công Bobruisk

#### Nguyên nhân
Thành phố Bobruisk nằm trên đường cao tốc từ Warszawa qua Brest đến Moskva. Do vị trí trọng yếu, nó được Bộ Tổng tư lệnh quân đội Liên Xô đặc biệt chú ý trong kế hoạch phòng thủ. Bố trí tại sườn phía nam của Phương diện quân Tây tại khu vực này có tập đoàn quân 21, ban đầu do nguyên soái S. M. Budyonny chỉ huy. Từ ngày 10 tháng 7, đại tướng F. I. Kuznetsov chỉ huy tập đoàn quân này. Biên chế của nó bao gồm 3 quân đoàn bộ binh và 1 quân đoàn cơ giới.
Sau khi các quân đoàn cơ giới Đức đã gần như bao vây hoàn toàn chủ lực của Phương diện quân Tây (Liên Xô) tại "cái chảo" Bialystok - Minsk; sư đoàn xe tăng 3 (thuộc quân đoàn xe tăng 24), tập đoàn quân xe tăng 2 do tướng V. Model chỉ huy đã truy kích tập đoàn quân 4 của Liên Xô và đến ngày 28 tháng 6 năm 1941 đã đến cửa ngõ Bobruisk. Nhiệm vụ trọng tâm của Bộ Tổng tư lệnh quân đội Đức Quốc xã tại thời điểm đó là tiêu diệt các lực lượng quân đội Xô Viết của Phương diện quân Tây đang bị bao vây. Do đó, tập đoàn quân xe tăng 2 Đức do tướng Heinz Guderian chỉ huy đã tập trung lực lượng để phá vỡ tuyến phòng thủ của quân đội Liên Xô dọc theo sông Berezina và tiến đến tuyến sông Dnepr, đánh chiếm các đầu cầu để chuẩn bị cho đợt tiến công tiếp theo. Ngày 10 tháng 7, khi quân đội Liên Xô bắt đầu cuộc phản công mới chống lại quân đội Đức ở phía tây Smolensk, các lực lượng chủ lực quân đoàn xe tăng 24 và sư đoàn kỵ binh 1 (Đức) đã vượt sông Dnepr tại khu vực Starogo Bykhov và Rogachov.

#### Cuộc tấn công Bobruisk của quân đội Liên Xô
Trong các ngày 10 và 11 tháng 7 năm 1941, quân đoàn xe tăng 24 (Đức) đã chiếm giữ một đầu cầu quan trọng tại khu vực Starogo Bykhov và đẩy lùi các cuộc phản kích của quân đội Xô Viết. Ngày 13 tháng 7, quân đoàn này bắt đầu công kích theo hướng Krichev, Roslavl. Cũng ngày hôm đó, quân đội Liên Xô mở cuộc phản công tại Bobruisk.
Lực lượng chính trong cuộc tấn công của quân đội Liên Xô là quân đoàn 63 thuộc tập đoàn quân 21 gồm 3 sư đoàn bộ binh. và một sư đoàn cơ giới do tướng L. G. Petrovsky chỉ huy. Trong ngày đầu tiên của cuộc tấn công, sư đoàn kỵ binh 1 (Liên Xô) đã tiêu diệt một trung đoàn Đức và vượt sông Dnepr, tiến đến Zhlobin và Rogachev. Tiến theo sau là quân đoàn 66 chỉ có một sư đoàn bộ binh 232 đã vượt sông Dnepr tại vùng đầm lầy Stresyn, tiến thêm được 80 km đến Parycy và kiểm soát các bến vượt qua sông Berezina. Phối hợp với hướng chủ yếu, cánh quân thứ yếu của quân đoàn bộ binh 67 cũng tấn công quân Đức tại Starogo Bykhov.
Quân đội Đức đã thi hành những biện pháp khẩn cấp để giải quyết đột phá khẩu trên sườn phía Nam Cụm tập đoàn quân Trung tâm. Tướng Maximilian von Weichs, tư lệnh tập đoàn quân dã chiến 2 đã phải điều động quân đoàn 53 và một sư đoàn của quân đoàn 43 (tập đoàn quân dã chiến 2) được đưa đến Bobruisk để đối phó với các cuộc công kích của các quân đoàn bộ binh 63 và 66 của Liên Xô.
Ngày 16 tháng 7, sư đoàn cảnh vệ 52 do thiếu tướng - tiến sĩ Lothar Rendulic chỉ huy được Bộ tư lệnh cụm tập đoàn quân Trung tâm lấy từ lực lượng dự bị đã tấn công từ Mogilev đến Aziarany dọc theo bờ tây sông Drut. Quân đội Liên Xô bị đòn phản đột kích bất ngờ và sa lầy tại Bobruisk. Quân đoàn 43 (Đức) cũng chia cắt tuyến tấn công của quân đội Xô Viết tại Parycy và nhanh chóng chiếm lại toàn bộ khu vực Parycy. Quân đoàn bộ binh 12 (Đức) cũng đẩy lùi các cuộc tấn công của quân đoàn bộ binh 67 (Liên Xô).
Ngày 17 tháng 7, các đơn vị của Liên Xô đã không còn sức phản kích. Quân đoàn 63 đã buộc phải trở về tả ngạn sông Dnepr, nhưng vẫn giữ được Zhlobin và Rogachev. Trong khi đó, quân đoàn cơ giới 24 (Đức) đã bị thiệt hại lớn khi tấn công Krichev. Tập đoàn quân xe tăng 2 (Đức) vẫn triển khai thêm lực lượng thiết giáp để chuẩn bị cho các cuộc tấn công vào quân đội Liên Xô tại Bobruisk và đột phá về hướng Krichev. Các cuộc công kích vào Bobruisk của quân đội Liên Xô đã giam chân 8 sư đoàn Đức tại đây trong hai tuần.

#### Diễn biến chiến sự tại Bykhov - Bobruisk và Roslavl
Ngày 22 tháng 7, quân đội Xô viết được giao nhiệm vụ một lần nữa để đánh chiếm lại khu vực Bobruisk-Bykhov từ tay quân Đức. Cùng thời điểm này, quân đoàn 67 do tướng K. N. Galitsky đã mở các cuộc tấn công nhằm vào hướng Staro Bykhov. Mục đích cuối cùng của cuộc tấn công là chiếm lại khu phòng thủ Mogilev. Từ hậu phương, đại tướng chỉ huy trưởng binh chủng kỵ binh O. I. Gorodovikov đã điều động đến mặt trận cụm kỵ binh do đại tá A. I. Batskalevich chỉ huy gồm 3 sư đoàn kỵ binh thuộc lực lượng dự bị của Đại bản doanh. Cụm quân này có nhiệm vụ đột kích vào Osipovichi để kiểm soát con đường cao tốc Słuck - Bobruisk.
Ngày 25 tháng 7, quân đoàn 63 (Liên Xô) do tướng L. G. Petrovsky chỉ huy cũng triển khai một cuộc tấn công mới vào Bobruisk. Các cuộc đột kích tại các sườn phía nam của Phương diện quân Tây đã trở thành một phần cuộc phản công của quân đội Liên Xô tại vòng cung Smolensk. Đơn vị tiếp giáp cánh phái của tập đoàn quân 13 là tập đoàn quân 21 của Phương diện quân Tây đã tiến đến Propoysk (???) và Krichev sau các trận đánh ác liệt. Cuộc tấn công của tập đoàn quân 28 do tướng V. Ya. Kachalov cũng bắt đầu ngày 23 tháng 7 trên tuyến Roslavl - Smolensk.
Tuy nhiên, quân đội Đức vẫn làm chủ tình hình và nhanh chóng chặn đứng đòn công kích của quân đội Liên Xô. Ngày 26 tháng 7 các lực lượng cơ bản của quân đoàn 67 (Liên Xô) bị bao vây tại Mogilev phải rút khỏi thành phố trong tình trạng mất sức chiến đấu. Ngày 30 tháng 7, sau các trận giao chiến ác liệt và bị thiệt hại lớn, tập đoàn quân 21 (Liên Xô) đã được lệnh rút về tuyến phòng thủ cũ. Tư lệnh quân đoàn 63, tướng L. G. Petrovsky chỉ huy tử trận. Cụm kỵ binh Liên Xô của đại tá Batskalevich bị chia cắt với chủ lực phương diện quân và phải ở lại chiến đấu ở trong vùng quân Đức bao vây. Phần lớn quân số của cụm quân đã bị đánh tan tại các cánh rừng trong khu vực Glusk. Bộ tư lệnh Cụm tập đoàn quân Trung tâm (Đức) tung ra 9 sư đoàn để đối phó với tập đoàn quân 28 (Liên Xô) đang tấn công trên hướng Roslavl - Smolensk. Sư đoàn xe tăng 46 đã đánh chiếm Roslavl và cùng với 5 sư đoàn bộ binh vây bọc tập đoàn quân 28. Chỉ có một số nhóm nhỏ sĩ quân và binh sĩ của tập đoàn quân 28 thoát vây. Tư lệnh tập đoàn quân, tướng V. Ya. Kachalov tử trận.

#### Kết quả
Quân đội Liên Xô đã không thể chiếm lại được Bobruisk do không đánh lui được các đòn tấn công của quân đội Đức Quốc xã trên hướng Staro Bykhov. Tuy nhiên, để củng cố sườn phía Nam đang bị uy hiếp, Cụm tập đoàn quân Trung tâm (Đức) đã phải điều đến khu vực của Bobruisk và Bykhov những lực lượng mà theo kế hoạch, sẽ dành cho trận tấn công Smolensk và Roslavl. Kết quả tối thiểu của trận phản công của quân đội Liên Xô trên khu vực Bobruisk, Bykhov, Krichev, Propoysk (???) là đã làm cho cánh quân ở sườn phía Nam của Cụm tập đoàn quân Trung tâm phải lùi lại.

### Trận phản công Dukhovshchina
Trận Duhovshchina diễn ra trong tháng 8 và tháng 9 năm 1941, là trận phản công của quân đội Xô viết lại khu vực chính giữa mặt trận Smolensk, 1941. Sau khi chiếm Smolensk, ngày 16 tháng 7 năm 1941, Bộ Tổng tư lệnh quân đội Đức Quốc xã ra chỉ thị 33 quyết định điều động một phần lực lượng của tập đoàn quân xe tăng 3 hỗ trợ cho Cụm tập đoàn quân Bắc tấn công Leningrad và toàn bộ tập đoàn xe tăng 2 tăng cường cho Cụm tập đoàn quân Nam đánh chiếm Kiev. Cụm tập đoàn quân Trung tâm tiếp tục công kích về hướng Moskva chủ yếu là các đơn vị bộ binh.
Tuy nhiên, cuộc kháng cự của quân đội Liên Xô vẫn tiếp tục trong "lòng chảo" Smolensk. Một số đơn vị dự bị của quân đội Liên Xô tiếp tục được điều đến khu vực này và vẫn tiếp tục tấn công vào cuối tháng 7 năm 1941. Điều này đã buộc Bộ Tổng tư lệnh quân đội Đức Quốc xã phải tạm dừng các cuộc tấn công trên hướng Moskva và chuyển sang phòng thủ tại khu vực trung tâm mặt trận ngày 30 tháng 7 để ổn định tình hình.
Lợi dụng tình hình trên, Bộ Tổng tư lệnh tối cao quân đội Liên Xô đã ra lệnh phản công tại khu vực chính giữa mặt trận. Kế hoạch chiến dịch dự kiến phản công từ hai hướng; phương diện quân dự bị do G. K. Zhukov chỉ huy tấn công vào Yelnya, (xem Chiến dịch Yelnya); Phương diện quân Tây do S. K. Timoshenko tấn công vào khu vực Dukhovshina.

#### Lực lượng và kế hoạch của hai bên
Quân đội Liên Xô:
Lực lượng chủ yếu của quân đội Liên Xô tham gia phản công của phương diện quân Tây có tập đoàn quân 19 của trung tướng I. S. Koniev gồm các sư đoàn bộ binh 89, 91 và 166; tập đoàn quân 30 do trung tướng V. A. Khomenko chỉ huy gồm các sư đoàn bộ binh 242, 250, 251 và sư đoàn xe tăng 107. Tại hướng Bắc, tập đoàn quân 29 của trung tướng I. I. Maslennikov tấn công vào Ilino (Il'ino) để thu hồi các vị trí phòng thủ phía bắc mà tập đoàn quân 22 của trung tướng F. A. Ershakov đã để mất. Tại phía nam, lực lượng của tập đoàn quân 16 do trung tướng M. F. Lukin chỉ huy và một phần tập đoàn quân 20 do trung tướng K. K. Rokossovsky chỉ huy cần phải có được những nỗ lực tích cực để chọc thủng vòng vây của đối phương trên khu vực Yartsevo và vượt sông Dnepr.
Quân đội Đức Quốc xã:
Chống lại cuộc phản công của quân đội Liên Xô từ tháng 8 đến tháng 9 năm 1941, tại khu vực mặt trận có tập đoàn quân 9 của tướng Adolf Strauß. Đến ngày 5 tháng 8, sư đoàn cơ giới 20 thuộc quân đoàn 39 tập đoàn quân xe tăng 3 của tướng Hermann Hoth đã được điều trở lại khu vực này.
- Quân đoàn bộ binh 8 của tướng Walter Heitz gồm các sư đoàn bộ binh 8, 28 và 161.
- Quân đoàn bộ binh 5 của tướng Richard Ruoff gồm các sư đoàn bộ binh 5, 35, 106, 129 và lữ đoàn xung kích 900.

Lực lượng dự bị của tập đoàn quân 9 tại khu vực Dukhovshchina có sư đoàn cơ giới 14 và sư đoàn xe tăng 7 thuộc quân đoàn 39.

#### Cuộc tấn công tháng 8 của quân đội Liên Xô
Ngày 8 tháng 8, sau các cuộc pháo kích vào đột phá khẩu, các tập đoàn quân 19 và 30 của quân đội Liên Xô đồng loạt tấn công nhưng mỗi ngày chỉ tiến được 8 đến 10 km. Cuộc tấn công ngừng lại do không đủ lực lượng đột phá tuyến phòng thủ của quân Đức. Tuy nhiên, đến ngày 11 tháng 8, đòn đột kích quyết định của tập đoàn quân 19 đã phá vỡ vòng vây của quân đội Đức Quốc xã đang tấn công vào Smolensk và giải vây cho cụm quân của thiếu tướng I. V. Boldin rút khỏi Grodno.
Ngày 15 tháng 8, Tư lệnh phương diện quân Tây, nguyên soái S. M. Timoshenko ra lệnh tiếp tục tấn công. Tập đoàn quân 19 được tăng cường sư đoàn xe tăng 101, sư đoàn bộ binh 64, sư đoàn pháo binh 43 trong đó có hai đại đội pháo phản lực "Cachiusa". Ngoài ra, tập đoàn quân 19 cũng được tăng cường thêm các sư đoàn bộ binh 50 thuộc tập đoàn quân 30 và sư đoàn bộ binh 162 lấy từ lực lượng dự bị của Đại bản doanh. Tại khu vực hậu tuyến Demidov, Dukhovshchina đã bố trí cụm dự bị chiến dịch do thiếu tướng L. M. Dovator chỉ huy gồm hai sư đoàn kỵ binh.
Ngày 17 tháng 8, các tập đoàn quân 19 và 30 của quân đội Liên Xô tiếp tục tấn công. Ngày 19 tháng 8, tư lệnh Cụm tập đoàn quân Trung tâm, Thống chế Fedor von Bock đã viết trong nhật ký của mình:
| “ | Tư lệnh tập đoàn quân 9 báo cáo rằng đối phương đã phá vỡ tuyến phòng thủ của chúng tôi trên cánh trái của Quân đoàn 8. Sư đoàn xe tăng 161 đã chiến đấu hết sức mình và bị thiệt hại nặng. | ” |

Trang nhật ký ngày 20 tháng 8 ghi tiếp:
| “                | Tướng Hermann Hoth cho rằng lỗ đột phá tại khu vực mặt trận của sư đoàn bộ binh 161 là rất nghiêm trọng và tạm thời xin tăng cường sư đoàn xe tăng 7 và sư đoàn cơ giới 14 từ lực lượng dự bị cuối cùng của Cụm tập đoàn quân để bịt lại đột phá khẩu. | ” |
| — Fedor von Bock | |   |

Các cuộc phản kích của sư đoàn xe tăng 7 (Đức) chống lại các đòn tấn công bằng xe tăng của quân đội Liên Xô trong khu vực Zadnyaya và Potelitsa (???) ngày 20 tháng 8 đã bị đẩy lùi với tổn thất rất lớn: ngay trong ngày đầu: 37 xe tăng và xe bọc thép của Đức bị tiêu diệt. Theo báo cáo của Ban tham mưu tập đoàn quân 19, trong các ngày 21 và 22 tháng 8 đã có đến 80 xe tăng và xe bọc thép của đối phương bị phá huỷ.
Sư đoàn 47 (Liên Xô) do đại tá O. V. Tolstikov chỉ huy đã đóng vai trò quan trọng trong việc đẩy lui cuộc phản kích của các đơn vị xe tăng Đức.
Sau khi quan sát các trận đánh ở tiền duyên, đại tá N. F. Naumenko, tư lệnh không quân của Phương diện quân Tây đã gửi bức điện sau đây đến tư lệnh các sư đoàn:
| “                 | Rất hài lòng với những hành động thành công của kỵ binh thiết giáp phối hợp với máy bay chiến đấu. Với đòn tiêu diệt vào các ngày 21 và 22 tháng 8 năm 1941, các đồng chí đã đẩy lùi cuộc phản kích của sư đoàn xe tăng địch...... | ” |
| — N. F. Naumenko, | |   |

Chiến công này có tác động lớn không chỉ đến dư luận Liên Xô mà còn cả với đối phương. Trưởng phòng Tổng tham mưu trưởng quân đội Đức Quốc xã, tướng Franz Halder đã ghi trong nhật ký ngày 22 tháng 8 năm 1941 về vấn đề này:
| “              | Tập đoàn quân 9 đã phải chống lại các đòn phản kích dữ dội của đối phương. Sư đoàn xe tăng 7 đã phải chịu những thiệt hại nghiêm trọng, 30 xe tăng đã bị tiêu diệt. | ” |
| — Franz Halder | |   |

.

#### Cuộc chiến từ 23 tháng 8 đến 1 tháng 9
Ngày 23 tháng 8, Cụm tập đoàn quân Trung tâm (Đức) bắt đầu cuộc tấn công trên sườn phía bắc vào khu vực của tập đoàn quân 22 (Liên Xô). Ngày 25 tháng 8, quân Đức đã chiếm Velikiye Luki. Ngày 29 tháng 8, các lực lượng chính của tập đoàn quân 22 bị nửa hợp vây ở Toropets.
Ngày 23 tháng 8, các tập đoàn quân 19 và 30 đã điều động sư đoàn 244 và sư đoàn kỵ binh 45 phối hợp công kích và giải vây cho tập đoàn quân 22. Ngày 25 tháng 8, theo mệnh lệnh của Bộ Tổng tư lệnh tối cao quân đội Liên Xô, Tư lệnh phương diện quân Tây, Nguyên soái Timoshenko trình bày kế hoạch hoạt động tấn công của Phương diện quân với nhiệm vụ tiến quân đến tuyến Velikye Luke, Demidov, Smolensk vào ngày 8 tháng 9:
| “ | Hoạt động tấn công bao gồm ba giai đoạn: Giai đoạn 1: Kìm chân quân đội Đức bằng lực lượng tại chỗ của tập đoàn quân 22 được Phương diện quân Tây đảm bảo tiếp tế và yểm hộ bằng đường không, bố trí lại các tập đoàn quân 19, 29, 30 phối hợp với Phương diện quân Dự bị tổ chức tấn công. Thời gian thực hiện từ ngày 26 đến ngày 29 tháng 8. Giai đoạn 2: Phối hợp tấn công đồng loạt để phá vỡ phòng thủ tuyến trước của quân Đức, sau đó, triển khai theo chiều sâu nhiệm vụ đến các tuyến đã định. Thời gian thực hiện từ ngày 30 tháng 8 đến ngày 5 tháng 9 với tốc độ tiến quân mỗi ngày từ 3 đến 5 km. Giai đoạn 3: Hoàn thành chiến dịch trên tuyến được quy định tại mệnh lệnh của Bộ Tổng tư lệnh tối cao. Thời gian thực hiện từ ngày 6 đến ngày 8 tháng 9 với tốc độ tiến quân mỗi ngày khoảng 15 km. | ” |

Thống chế Fedor von Bock viết trong nhật ký của mình:
| “                 | Hermann Hoth tạm thời được giao nhiệm vụ tư lệnh tập đoàn quân 9 khi đánh giá tình hình, được cho biết tập đoàn quân này phải chịu thiệt hại lớn trong các trận đánh phòng thủ, và báo cáo thêm rằng nếu tình hình không thay đổi sẽ sớm xảy ra những hậu quả xấu cho binh đoàn. | ” |
| — Fedor von Bock, | |   |

Hoạt động của quân đội Xô Viết đã thực sự gây lo ngại cho Tư lệnh Cụm tập đoàn quân Trung tâm, Thống chế Fedor von Bock. Ngày 28 tháng 8, ông đã nêu vấn đề là nếu không thể giữ Smolensk thì tập đoàn quân 4 cũng sẽ phải rút lui.

#### Kế hoạch tấn công sau ngày 1 tháng 9
Ngày 28 tháng 8, Nguyên soái S. K. Timoshenko đã ra lệnh đến ngày 1 tháng 9 phải khôi phục lại các cuộc công kích nhằm chiếm lại Smolensk. Ngày 1 tháng 9, quân đội Liên Xô tại Phương diện quân Tây bắt đầu một cuộc phản công mới với kế hoạch ban đầu như sau:
- Tập đoàn quân 30 gồm các sư đoàn bộ binh 250, 242, 251, 162, sư đoàn cơ giới 134 sư đoàn xe tăng 107 tấn công theo hướng chính đến Demidov.
- Tập đoàn quân 19 sau khi sau khi thoát vây, được bổ sung tăng cường gồm các sư đoàn bộ binh 244, 166, 91, 89, 50, sư đoàn cơ giới 64, sư đoàn xe tăng 101 và sư đoàn kỵ binh 45 có một nhiệm vụ tấn công trước để đánh bại cụm quân Dukhovshchina của quân Đức.
- Tập đoàn quân 16 sau khi thoát vây, được tăng cường gồm các sư đoàn bộ binh 1, 38, 152, sư đoàn cơ giới 108 và sư đoàn xe tăng 18 có nhiệm vụ tiêu diệt cụm quân Đức tại Yartsevo.
- Tập đoàn quân 20 gồm các sư đoàn bộ binh 144, 73, 229, 153, 161 sư đoàn cơ giới 129 tấn công phá vỡ phòng ngự của quân đội Đức trên chính diện phía Nam Smolensk.[41]

Trong khi Phương diện quân Tây đang chuẩn bị tấn công thì ngày 30 tháng 8, Phương diện quân Dự bị đã tung ra đòn phản kích và đánh bại quân Đức trong khu vực Yelnya. (xem Chiến dịch Yelnya).
Tuy nhiên, các đòn tấn công của quân đội Liên Xô không đủ mạnh để phá vỡ tuyến phòng thủ của quân Đức. Các lực lượng dự bị lẽ ra dành cho chiến dịch phản công thì lại bị hút vào nhiệm vụ giải vây cho tập đoàn quân 22 và củng cố phòng ngự của tập đoàn quân 29 ở phía Bắc đang bị tập đoàn quân xe tăng 3 (Đức) uy hiếp. Ngày 5 tháng 9 các tập đoàn quân 20 và 30 được lệnh rút về tuyến phòng ngự ban đầu. Ngày 10 tháng 9 năm 1941, Phương diện quân miền Tây báo cáo về Đại bản doanh và được chấp thuận đình chỉ cuộc tiến công.

#### Kết quả các trận đánh
Sau một tháng chiến đấu, hai bên đều chịu những thiệt hại nặng về người và phương tiện. Phía Liên Xô thu được kết quả quân sự khá khiêm tốn, tập đoàn quân 30 chỉ chiếm được thị trấn nhỏ Baturino, còn tập đoàn quân 16 phải dừng lại trước cửa ngõ Yartsevo. Theo Lev Nikolaievich Lopukhov, từ ngày 1 tháng 8 đến ngày 10 tháng 9, chỉ riêng tập đoàn quân 19 (Liên Xô) đã có 45.000 người bị loại khỏi vòng chiến đấu. Quân đoàn bộ binh 8 (Đức) mất 7.000 người, sư đoàn cơ giới 14 (Đức) mất 2.250 người, sư đoàn xe tăng 7 (Đức) mất khoảng 1.000 người. Tỷ lệ tổn thất 4,4/1 có lợi cho quân Đức.
Ngày 11 tháng 9, trung tướng I. S. Koniev, tư lệnh tập đoàn quân 19 được thăng cấp bậc thượng tướng. Ngày 12 tháng 9, I. S. Koniev được bổ nhiệm làm Tư lệnh Phương diện quân Tây thay Nguyên soái S. K. Timoshenko được bổ nhiệm làm Tổng tư lệnh hướng Tây Nam mặt trận Xô-Đức. Tại khu vực Dukhovshchina đã hình thành một bàn đạp nguy hiểm cho cuộc tổng tấn công của Cụm tập đoàn quân Trung tâm (Đức) vào Moskva mùa đông năm 1941 theo kế hoạch "Typhoon".

## Đánh giá kết quả và những ảnh hưởng

### Đánh giá kết quả
Các cuộc tấn công của quân đội Đức Quốc xã trong chiến dịch Smolensk đã mất đi tính đồng bộ và không còn sự phối hợp chặt chẽ như các cuộc hội chiến trên vùng biên giới phía Tây Liên Xô trước đó hai tháng. Đội hình các tập đoàn quân bộ binh của quân đội Đức Quốc xã đã tụt lại sau các tập đoàn quân xe tăng từ 100 đến 200 km. Ở phía Nam Smolensk, trong một cuộc điều binh không theo quy tắc, tập đoàn quân xe tăng 2 (Đức) của tướng Guderian đã bất ngờ tung một đòn đột kích vào các lực lượng Liên Xô ở khu vực sông Dnepr và nhanh chóng triển khai tấn công đánh chiếm thành phố ngay trong ngày 16 tháng 7 năm 1941. Ba tập đoàn quân 16 (thiếu), 19 và 20 của quân đội Liên Xô đứng trước nguy cơ bị quân Đức bao vây ở Smolensk. Trong khi đó, trên cánh phía Bắc, tốc độ tiến quân của tập đoàn quân xe tăng 3 do tướng Hermann Hoth bị chậm trên vùng đầm lầy đang có mưa lớn. Mặt khác, quân đội Liên Xô tại khu vực này đã liên tục phản kích hết sức quyết liệt vào hai bên sườn các quân đoàn cơ giới Đức đang kéo thành một tuyến dài dọc xa lộ Minsk - Smolensk, cố gắng ngăn không cho quân Đức hình thành vòng vây tại Smolensk. Vào ngày 18 tháng 7 năm 1941, các gọng kìm của hai tập đoàn quân xe tăng Đức chỉ còn cách nhau chừng 10 km. Nhưng họ đã phải mất đến 8 ngày mới hoàn tất cái khoảng cách 10 km đó và hình thành vòng vây với các lực lượng Xô Viết tại Smolensk. Và quân Đức phải mất thêm 10 ngày nữa để thanh toán lực lượng Liên Xô trong vòng vây này. Sau trận Smolensk, mặc dù có 25 vạn sĩ quan và binh sĩ quân đội Liên Xô đã bị quân Đức bắt làm tù binh, nhưng vẫn có đến hơn 20 vạn người khác đột phá thoát khỏi vòng vây của quân Đức. Trận bao vây tiêu diệt của quân Đức tại Smolensk chỉ thành công một nửa.
Chiến dịch phản công Smolensk đem lại cho quân đội Liên Xô nhiều thiệt hại hơn về người và phương tiện so với quân đội Đức Quốc xã. Theo nguyên soái Liên Xô A. M. Vasilevsky, đây là cái giá cực đắt cho những bài học lớn. Hầu như toàn bộ số xe tăng ban đầu có trong tay Phương diện quân Tây đều bị phá huỷ. Do phải dùng bộ binh chống lại các đơn vị xe tăng, cơ giới Đức, số thương vong của quân đội Liên Xô lên đến hơn 760.000 người, trong đó 486.000 tử trận hoặc bị bắt, 273.800 người bị thương. Lần đầu tiên, quân đội Đức Quốc xã vấp phải một trận phản công lớn nhất của đối phương kể từ đầu cuộc chiến, diễn ra trên không gian rộng lớn có chính diện lên đến hơn 600 km và chiều sâu hơn 250 km. Sự có mặt của 7 tập đoàn quân Liên Xô trên khu vực giữa mặt trận sau những thiệt hại lớn của họ trong các cuộc hội chiến biên giới là điều rất bất ngờ đối với các cấp chỉ huy của Cụm tập đoàn quân Trung tâm (Đức). Mặc dù chiếm ưu thế về binh lực (đặc biệt là xe tăng) nhưng Cụm tập đoàn quân Trung tâm vẫn chịu thiệt hại lớn với 250.000 sĩ quan và binh sĩ chết và bị thương, hơn 300 xe tăng và xe bọc thép bị phá huỷ. Trong đó, chỉ riêng tại khu vực Smolensk đã có 101.000 người chết, 20.000 người bị thương.

### Ảnh hưởng chiến lược

#### Đối với quân đội Liên Xô

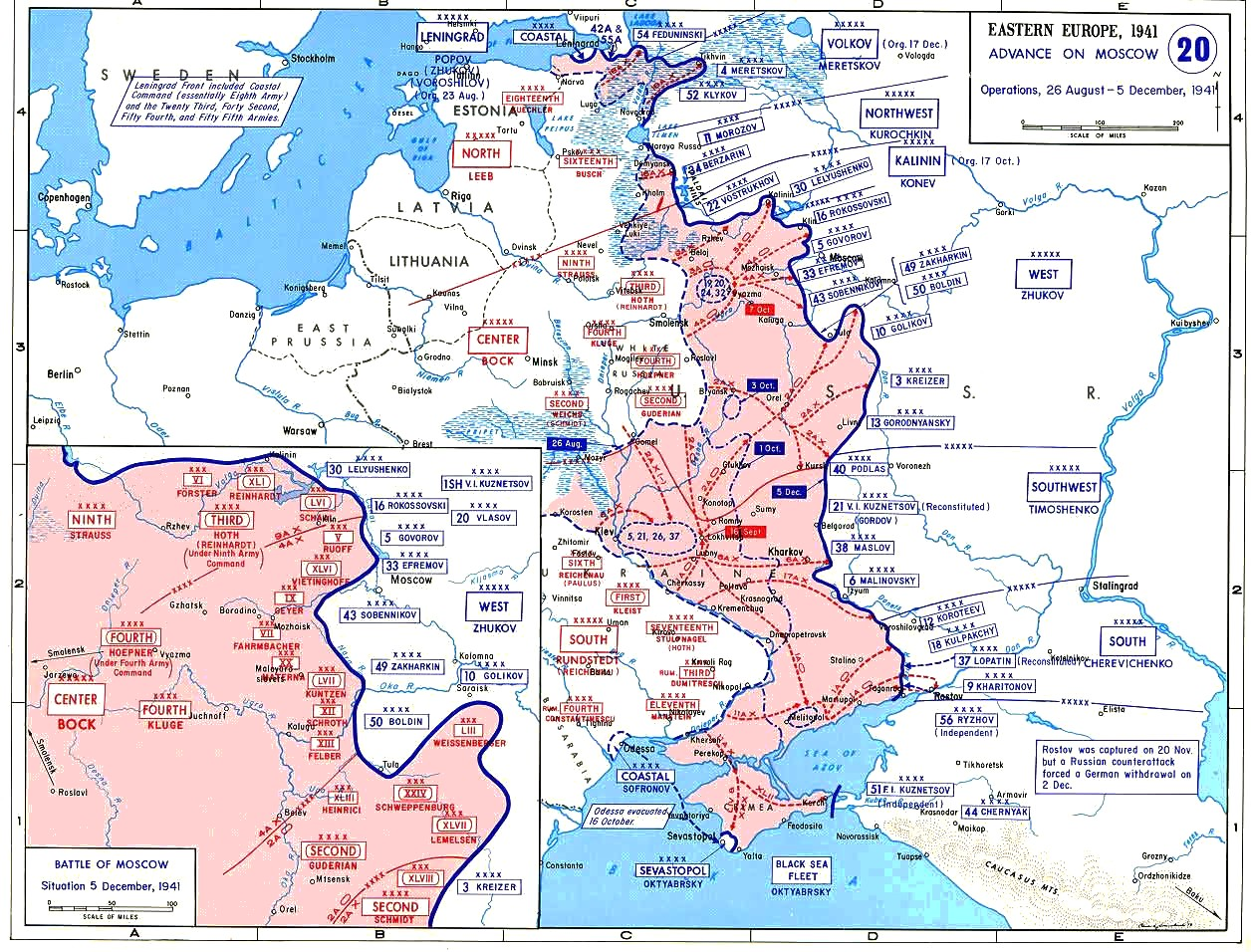
Giai đoạn từ tháng 8 - tháng 12 năm 1941

Chiến dịch phản công Smolensk của quân đội Liên Xô có vị trí đặc biệt quan trọng trên mặt trận trung tâm của chiến trường Xô-Đức trong thời kỳ đầu cuộc chiến tranh Xô-Đức. Mặc dù không thực hiện được ý đồ đánh tan Cụm tập đoàn quân Trung tâm của quân đội Đức nhưng quân đội Liên Xô đã làm tiêu hao nặng các cánh quân xung kích của cụm quân này. Cùng với các cuộc phản công khác của quân đội Liên Xô trên hai cánh Bắc và Nam của mặt trận Xô-Đức đe dọa hai bên sườn Cụm tập đoàn quân Trung tâm, Bộ Tổng tư lệnh quân đội Đức Quốc xã phải chuyển cụm quân này sang phòng ngự một thời gian để thanh toán các mối đe dọa từ hai bên sườn do các Phương diện quân Tây Bắc và Tây Nam của Liên Xô đang uy hiếp. Do đó, kế hoạch tác chiến vượt qua Smolensk một cách nhanh chóng để đánh chiếm Moskva trong hành tiến cũng bị phá sản. Quân đội Liên Xô có thêm thời gian để xây dựng các lực lượng dự bị và củng cố phòng thủ trên hướng Moskva.
Các đợt tấn công của Phương diện quân Tây (Liên Xô) vào các binh đoàn Đức đều không thu được kết quả có tính chiến lược. Nguyên nhân đầu tiên thuộc về Bộ Tổng tư lệnh tối cao và Bộ Tư lệnh phương diện quân Tây do không nắm rõ tình hình đối phương đã thường xuyên ra các chỉ thị yêu cầu tiếp tục tấn công, bất chấp việc các đơn vị này đã chiến đấu lâu ngày, mệt mỏi, thậm chí có đơn vị vừa thoát vây trở về, không được nghỉ ngơi và bổ sung đã được ném ngay trở lại mặt trận. Các đợt tấn công của Hồng quân được chuẩn bị một cách vội vã, công tác hậu cần yếu kém, không nắm rõ thông tin tình hình đối phương, không chuẩn bị đủ lực lượng để tạo sức mạnh đột phá trên các hướng chủ yếu và do đó, không đạt được kết quả cuối cùng.

#### Đối với quân đội Đức Quốc xã
Việc để "sổng" mất 20 vạn quân nhân Liên Xô khỏi "cái chảo" Smolensk đã làm cho Hitler có ý định từ bỏ chiến thuật bao vây tiêu diệt các lực lượng Hồng quân. Bốn tuần đầu tiên của chiến dịch Smolensk đã cho Hitler và bộ chỉ huy của ông ta thấy rõ: mặc dù chịu những tổn thất cực lớn về nhân lực và vật lực trên chiến trường, đất nước Liên Xô sẽ không dễ dàng sụp đổ và hai cánh của Cụm Tập đoàn quân Trung tâm (Đức) bắt đầu bị đe dọa trước nguy cơ bị quân đội Liên Xô đánh bọc sườn. Việc Hitler quyết định điều các lực lượng thiết giáp từ Cụm Tập đoàn quân trung tâm sang các cụm tập đoàn quân Bắc và Nam với mục đích đánh vào các hậu cứ kinh tế của Liên bang Xô Viết, bao vây Leningrad ở phía Bắc và đoạt lấy vựa lúa mì cùng với vùng dầu hỏa của Liên Xô ở phía Nam đã làm mất thêm thời gian của quân đội Đức. Sự cơ động liên tục những binh đoàn xe tăng trong hai tháng liền trên một tuyến dài hơn 600 km từ bắc xuống Nam và ngược lại cũng ảnh hưởng không nhỏ đến sức chiến đấu của các tập đoàn quân xe tăng Đức trong trận Moskva sau này.

## Danh hiệu "Thành phố anh hùng" và các "sư đoàn cận vệ" của Liên Xô

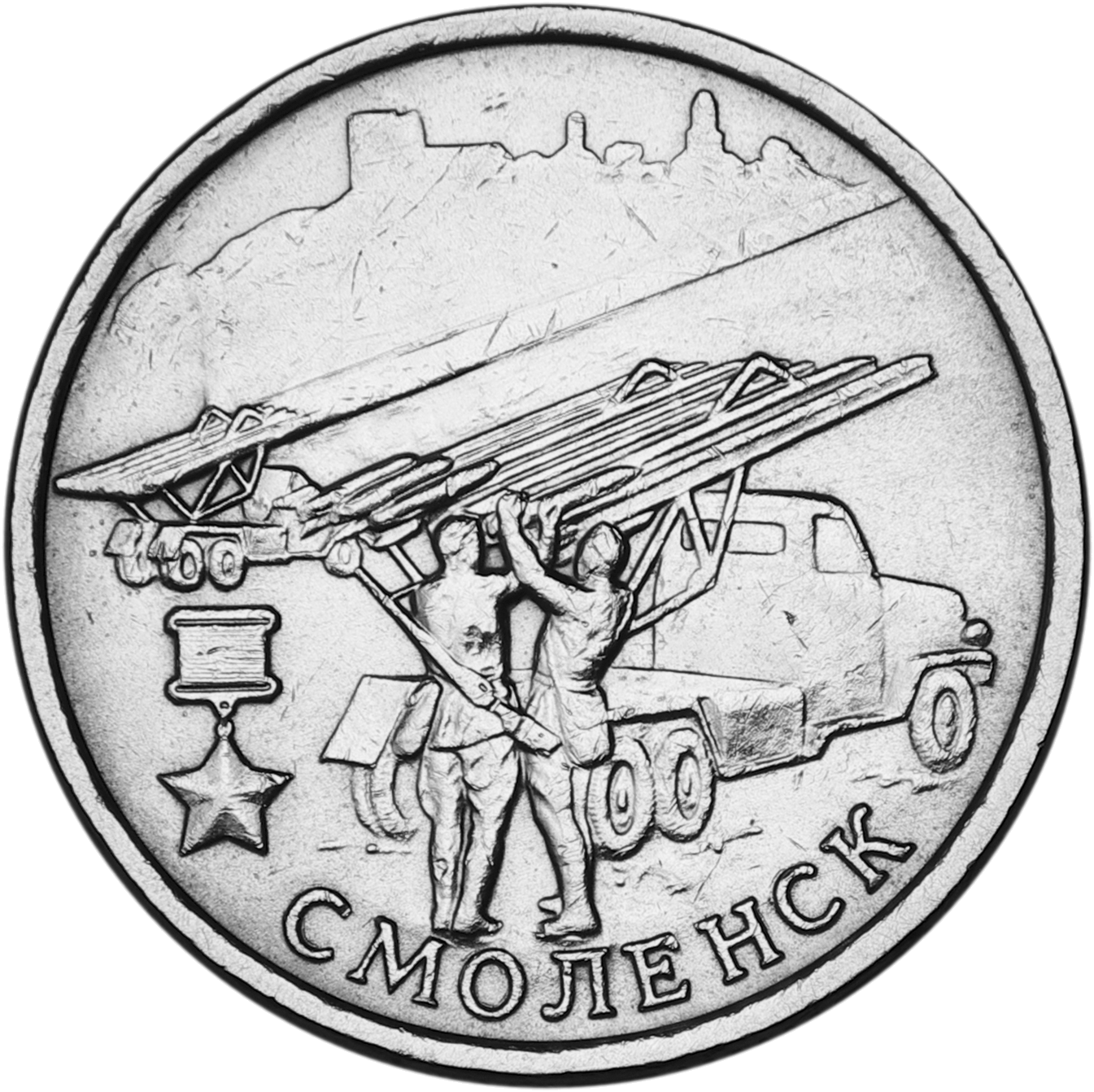
Huy hiệu kỷ niệm trận phản công Smolensk (1941)

Thành phố Smolensk đã bị phá hủy tan hoang sau trận đánh mang tên nó. Trận đánh năm 1943 cũng tại đây đã phá hủy nốt những gì còn sót lại. Sau chiến tranh, nước Nga Xô viết đã khôi phục lại gần như nguyên gốc các công trình kiến trúc cổ của Smolensk bị phá hủy hoặc hư hại nặng trong chiến tranh và xây dựng lại toàn bộ thành phố. Ngày 23 tháng 9 năm 1983, Thành phố được Xô viết tối cao Liên Xô quyết định tặng thưởng Huân chương Lenin. Ngày 6 tháng 5 năm 1985, Smolensk được Xô Viết tối cao Liên Xô ra quyết định phong danh hiệu "Thành phố anh hùng". Cùng được phong danh hiệu này với thành phố Smolensk còn có thành phố Murmansk.
Trong giai đoạn cuối của trận Smolensk và sau chiến dịch Yelnya đã xuất hiện một danh hiệu mới được phong tặng cho các đơn vị chiến đấu đặc biệt xuất sắc của quân đội Liên Xô: danh hiệu "Đơn vị cận vệ", "Sĩ quan cận vệ" và "Chiến sĩ cận vệ". Mùa thu năm 1941, thừa ủy quyền của Xô viết tối cao Liên Xô, Bộ trưởng Quốc phòng, Tổng tư lệnh tối cao Quân đội Liên Xô ra sắc lệnh số 308 ngày 18 tháng 9 năm 1941 phong tặng danh hiệu "Cận vệ" cho các đơn vị, cá nhân sĩ quan, binh sĩ đã có những hành động anh hùng, biểu lộ lòng dũng cảm và tài năng quân sự "trong chiến đấu bảo vệ Tổ Quốc". Bốn sư đoàn bộ binh 100, 127, 153 và 161 đã được phong danh hiệu này và được đổi tên lần lượt như sau: Sư đoàn bộ binh 100 thành Sư đoàn bộ binh cận vệ 1, Sư đoàn bộ binh 127 thành sư đoàn bộ binh cận vệ 2, sư đoàn bộ binh 153 thành sư đoàn bộ binh cận vệ 3, sư đoàn bộ binh 161 thành sư đoàn bộ binh cận vệ 4